# Liste der Kulturdenkmale in Miltitz (Leipzig)
Die Liste der Kulturdenkmale in Miltitz (Leipzig) enthält die Kulturdenkmale des Leipziger Ortsteils Miltitz, die in der Denkmalliste vom Landesamt für Denkmalpflege Sachsen mit Stand 2017 erfasst wurden.

## Legende
- Bild: Bild des Kulturdenkmals, ggf. zusätzlich mit einem Link zu weiteren Fotos des Kulturdenkmals im Medienarchiv Wikimedia Commons. Wenn man auf das Kamerasymbol klickt, können Fotos zu Kulturdenkmalen aus dieser Liste hochgeladen werden:
- Bezeichnung: Denkmalgeschützte Objekte und ggf. Bauwerksname des Kulturdenkmals
- Lage: Straßenname und Hausnummer oder Flurstücknummer des Kulturdenkmals. Die Grundsortierung der Liste erfolgt nach dieser Adresse. Der Link (Karte) führt zu verschiedenen Kartendiensten mit der Position des Kulturdenkmals. Fehlt dieser Link, wurden die Koordinaten noch nicht eingetragen. Sind diese bekannt, können sie über ein Tool mit einer Kartenansicht einfach nachgetragen werden. In dieser Kartenansicht sind Kulturdenkmale ohne Koordinaten mit einem roten bzw. orangen Marker dargestellt und können durch Verschieben auf die richtige Position in der Karte mit Koordinaten versehen werden. Kulturdenkmale ohne Bild sind an einem blauen bzw. roten Marker erkennbar.
- Datierung: Baubeginn, Fertigstellung, Datum der Erstnennung oder grobe zeitliche Einordnung entsprechend des Eintrags in der sächsischen Denkmaldatenbank
- Beschreibung: Kurzcharakteristik des Kulturdenkmals entsprechend des Eintrags in der sächsischen Denkmaldatenbank, ggf. ergänzt durch die dort nur selten veröffentlichten Erfassungstexte oder zusätzliche Informationen
- ID: Vom Landesamt für Denkmalpflege Sachsen vergebene, das Kulturdenkmal eindeutig identifizierende Objekt-Nummer. Der Link führt zum PDF-Denkmaldokument des Landesamtes für Denkmalpflege Sachsen. Bei ehemaligen Kulturdenkmalen können die Objektnummern unbekannt sein und deshalb fehlen bzw. die Links von aus der Datenbank entfernten Objektnummern ins Leere führen. Ein ggf. vorhandenes Icon  führt zu den Angaben des Kulturdenkmals bei Wikidata.

## Kulturdenkmale in Miltitz
| Bild                                    | Bezeichnung                                                              | Lage                                            | Datierung | Beschreibung | ID       |
| --------------------------------------- | ------------------------------------------------------------------------ | ----------------------------------------------- | --- | --- | -------- |
| Weitere Bilder                          | Bahnhof Miltitz                                                          | Am Bahnhof 16; 16c (Karte)                      | 1905–1906 (Bahnhof, Nummer 16), 1886 (Wartehalle, Nummer 16c)                                                                  | Bahnhof mit Empfangsgebäude (Nr. 16), Bahnsteigüberdachung sowie Toilettenhäuschen und Nebengebäude (Nr. 16c); Empfangsgebäude schlichte Putzfassade mit wuchtiger Natursteingliederung, Toilettenhäuschen und Nebengebäude Ziegelbauten, Gebäude von ortsgeschichtlicher Bedeutung, Denkmal der Verkehrsgeschichte, vergleiche auch das zugehörige Eisenbahnerwohnhaus, Am Bahnhof 16a/16b (Obj. 09259573) | 09259567 |
| Direkt Bild zu diesem Denkmal hochladen | Wohnhaus                                                                 | Am Bahnhof 16a; 16b (Karte)                     | 1907–1909 (Doppelmietshaus) | Eisenbahnerwohnhaus (mit zwei Hausnummern) in offener Bebauung, mit Nebengebäude im Hof; gut proportionierte Fassadengestaltung (Putzfassade) und Innenausstattung aus der Erbauungszeit, markante Lage gegenüber dem Miltitzer Bahnhof (siehe Obj. 09259567), Bedeutung für die Orts- und Verkehrsgeschichte. Hinter dem Bahnhofsgebäude des Haltepunktes Großmiltitz an der Bahnstrecke Leipzig–Corbetha entstand 1907 bis 1908 an der Stelle eines Dienstwohngebäudes aus dem Jahre 1889 ein Wohnhausneubau für „zwei mittlere und zwei untere Beamte“ (heute Nummer 16a/b) sowie ein rückwärtiger Stall mit Waschhaus. Die Pläne legte die Kgl. Eisenbahndirektion, vertreten durch den Baurat Bischof, vor. Das Nebengebäude wurde von C. Caspar als einfacher Typenbau entworfen, dessen Klinkerfassade im Obergeschoss durch Verputz aufgebrochen ist, Teile der Ausstattung sind erhalten. Das schlichte, auf seine Funktionalität ausgerichtete Wohnhaus in offener Bebauung besitzt eine gut proportionierte Putzfassade über Klinkersockel durch leicht vorspringende Risalite mit Dreiecksgiebeln sowie Lisenengliederungen. Der zweigeschossige Baukörper mit Krüppelwalmdach zeigt eine schlichte zeittypische Gestaltung und weist in seinem Inneren zu großen Teilen noch die erbauungszeitliche Ausstattung auf. Daraus ergibt sich eine baugeschichtliche, im Zusammenhang mit dem Hauptbau des Miltitzer Bahnhofes auch eine sozial- und ortsgeschichtliche Bedeutung. Die Genehmigung zur Sanierung erfolgte 2007. LfD/2012 | 09259573 |
| Weitere Bilder                          | Postamt (ehem.)                                                          | An der Alten Post 1 (Karte)                     | 1899–1900 (Post) | Einzeldenkmal der Sachgesamtheit Werkssiedlung Schimmel & Co. (Obj. 09304474): Postamt in halboffener Bebauung; Putzfassade mit Porphyrtuffgliederungen, interessant gestalteter Baukörper in städtebaulich exponierter Lage, im Stil der Neorenaissance, Architekt: Max Bösenberg, Erinnerungswert und Bedeutung für die Ortsgeschichte Das ehemalige Kaiserliche Postamt wurde 1899 bis 1900 nach einem Entwurf des Leipziger Architekten Prof. Max Bösenberg errichtet. Als Bauherr ist die Firma Schimmel & Co. aktenkundig, die bereits vor ihrer eigentlichen Übersiedlung 1901 von Leipzig nach Miltitz hier alle für ihr florierendes Handelsunternehmen benötigten infrastrukturellen Einrichtungen schuf. Das ursprünglich freistehende Gebäude für den Brief-, Paket- und Telegrammverkehr befindet sich gegenüber dem Bahnhofsgebäude in städtebaulich exponierter Lage und besitzt einen interessant gegliederten, zweigeschossigen Baukörper mit risalitartigen Vorsprüngen auf zwei Seiten. Die helle Putzfassade über einem Natursteinsockel wird durch Gewände und andere Zierelemente aus Rochlitzer Porphyrtuff kontrastreich belebt und mit vier Zwerchgiebeln sowie Walmdach abgeschlossen. In den Detailformen (Staffelgiebel, Holzerker) nimmt der Bau deutlich Bezug zur Formensprache der Renaissance. Als Bestandteil der Werkssiedlung besitzt er ortsbildprägende und ortsentwicklungsgeschichtliche Bedeutung. Zudem ist das markante Gebäude ein wichtiges Zeugnis des architektonischen Schaffens von Max Bösenberg. Der flache, langgestreckte Anbau mit Freitreppe ins erste Obergeschoss wurde 1972 als „Haus der Chemiearbeiter“ eingeweiht und beherbergte Speisesaal sowie Arzt- und Zahnarztstation für die Angehörigen des VEB Chemisches Werk Militz und eine Betriebsverkaufsstelle. LfD/2012 | 09259566 |
| Direkt Bild zu diesem Denkmal hochladen | Mietshaus                                                                | Auenweg 11 (Karte)                              | 1926–1927 (Mietshaus) | Mietshaus in offener Bebauung; Putzfassade, seitlich angebauter Turm mit Haube, Innenausstattung aus der Erbauungszeit, Zeugnis der Ortsentwicklungsgeschichte und baugeschichtliche Bedeutung. Karl Eduard Steyer reicht im Juni 1926 den Bauantrag für die Errichtung eines „Sechs-Familienhauses“ am damaligen Großmiltitzer Weg ein und übernimmt mit seiner Firma für Hoch-, Tief- und Eisenbetonbau nach der ergangenen Baugenehmigung nur einen Monat später selbst die Bauausführung. Für Entwurf und Bauleitung kann der Architekt E. August Stehmann namhaft gemacht werden. Bereits 1927 erfolgt die Schlussabnahme des Gebäudes. Das Wohnhaus in offener Bebauung mit Erd-, Ober- und Mansardgeschoss beherbergt in seinem Inneren pro Etage zwei spiegelbildlich zueinander angeordnete Wohnungen mit einem kleinen Austritt auf der rückwärtigen Seite, im Erdgeschossanbau befindet sich die Waschküche. Das markante Mietshaus mit Putzfassade über Klinkersockel zeigt eine zeittypische architektonische Formgebung und verrät mit seinem seitlich angebautem Turm mit welscher Haube einen besonderen Gestaltungswillen. Der Mittelrisalit besitzt ein kronenartig gebildetes Giebelfenster im Stil des Art déco. Zusammen mit der umgebenden Bebauung lässt sich am Gebäude die im Laufe des 20. Jahrhunderts nach West fortschreitende Erschließung des damaligen Großmiltitzer Weges ablesen, woraus sich seine ortsentwicklungsgeschichtliche Bedeutung ergibt. Details der Fassadengestaltung und die in Teilen erhaltene originale Innenausstattung begründen darüber hinaus einen baugeschichtlichen Wert. LfD/2011 | 09259580 |
| Direkt Bild zu diesem Denkmal hochladen | Doppelmietshaus                                                          | Auenweg 14; 16 (Karte)                          | 1902–1903 (Doppelmietshaus) | Doppelmietshaus in offener Bebauung; Putz-Klinker-Fassade, Nummer 14 ehemals mit Laden, schöne Innenausstattung mit Wohnungstüren aus der Erbauungszeit und Schablonenmalerei im Treppenhaus, Zeugnis der Ortsentwicklungsgeschichte und baugeschichtliche Bedeutung. Das Doppelmietshaus ist durch seine stark ornamental geprägte Fassadengestaltung (Putzfassade mit grünen und roten Klinkern) ein besonderer Blickfang im östlichen Straßenverlauf des Auenweges. Nach einem Entwurf des Architekten O. Jahn wurde es 1902 bis 1903 errichtet, Bauherr war der Maurer Karl Ebert, der selbst auch die Bauausführung übernahm. Als zeittypische Umsetzung der Bauaufgabe Mietshaus entstanden zwei sich einander entsprechende symmetrische und zweigeschossige Gebäudehälften mit acht Achsen, Mansarddach, Gaupen und vierachsigem Giebel. Kurz nach der Fertigstellung erfolgte die separate Veräußerung der beiden Hausteile, so dass 1906 als Besitzer der heutigen Hausnummer 14 zunächst Otto Lischke, später der Bäckermeister Karl Rötzsch und für die Hausnummer 16 ein Herr B. Schmidt nachweisbar sind. Anfang der 1960er Jahre erfolgte im östlichen Erdgeschossteil (Nummer 14) der Umbau des hier vorhandenen Ladens zu einem Wohnraum. Als das älteste heute noch erhaltene Gebäude am Auenweg besitzt das Doppelmietshaus mit städtischem Charakter ortsentwicklungsgeschichtliche Bedeutung, die originale Ausstattung mit Wohnungstüren und Schablonenmalereien im Treppenhaus begründen unter anderem seinen bauhistorischen Wert. LfD/2012 | 09259579 |
| Weitere Bilder                          | Waldfriedhof Miltitz, Sachgesamtheit                                     | Auenweg 72 (Karte)                              | 1908–1910 (Waldfriedhof) | Sachgesamtheit Waldfriedhof Miltitz mit den Einzeldenkmalen (siehe Obj.-ID 09259559): Kapelle und Einfriedung sowie Friedhofsgestaltung mit Allee; Anlage von kulturgeschichtlicher und gartenkünstlerischer Bedeutung. An der westlichen Peripherie von Kleinmiltitz entstand zu Beginn des 20. Jahrhunderts in einem Waldstück ein kleiner Friedhof, der mit der Ortslage bis etwa 1930 nur durch einen unbefestigten Weg verbunden war. Im Zentrum der 1908 bis 1910 nach einem Konzept des Leipziger Landschaftsgärtners und Garteningenieurs Otto Mossdorf geschaffenen parkartigen Anlage (Gartendenkmal) errichtete man 1909 bis 1911 eine Friedhofskapelle in barockisierender Formensprache nach dem Entwurf des Architekten Reinhard Lange, Bauherr und Finanzier war der damalige Inhaber der Miltitzer Firma Schimmel & Co. Ernst Fritzsche. Die planmäßige Friedhofsanlage mit geschwungener Wegeführung, historischem Altbaumbestand sowie gärtnerisch gestalteten Freiflächen, Kapelle und zeitgleicher Einfriedung ist weitgehend original erhalten und besitzt als Ensemble vor allem kultur- und sozialgeschichtliche Bedeutung. | 09304522 |
| Weitere Bilder                          | Waldfriedhof Miltitz, Einzeldenkmale                                     | Auenweg 72 (Karte)                              | 1909–1911 (Kapelle) | Einzeldenkmale der Sachgesamtheit Waldfriedhof Miltitz (siehe Obj.-ID 09304522): Kapelle und Einfriedung; Putzfassade, kulturgeschichtliche und baugeschichtliche Bedeutung. An der westlichen Peripherie von Kleinmiltitz entstand zu Beginn des 20. Jahrhunderts in einem Waldstück ein kleiner Friedhof, der mit der Ortslage bis etwa 1930 nur durch einen unbefestigten Weg verbunden war. Im Zentrum der 1908 bis 1910 nach einem Konzept des Leipziger Landschaftsgärtners und Garteningenieurs Otto Mossdorf geschaffenen parkartigen Anlage (Gartendenkmal) errichtete man 1909 bis 1911 eine Friedhofskapelle in barockisierender Formensprache. Der verputzte Ziegelbau über quadratischem Grundriss mit Vorhalle und rückwärtigen Anbauten (Leichenkammer, Geräteschuppen und Sakristei), Mansardgiebeldach sowie Laterne überzeugt durch seine schlichte, wohl proportionierte Gestaltung. Prägende Elemente sind geschwungene Giebelkonturen und ein starker farbliche Kontrast zwischen weißem Putz und roten Fenster- und Türgewänden aus Porphyrtuff. Der Entwurf trägt die Unterschrift des Architekten Reinhard Lange, Bauherr und Finanzier war der damalige Inhaber der Miltitzer Firma Schimmel & Co., Ernst Fritzsche. Neben ihrer kultur- und sozialgeschichtlichen Bedeutung innerhalb der Sachgesamtheit des Waldfriedhofs besitzt die Kapelle auch architekturhistorischen Wert. | 09259559 |
| Weitere Bilder                          | Werkssiedlung Schimmel & Co., Sachgesamtheit                             | Friedrich-Ludwig-Jahn-Straße 1; 2; 3; 4 (Karte) | Anfang 20. Jh. (Siedlung) | Sachgesamtheit Werkssiedlung Schimmel & Co., mit folgenden Einzeldenkmalen: - Postamt (ehem.), An der Alten Post 1 (siehe Obj.-ID 09259566) - Doppelwohnhaushälfte, Friedrich-Ludwig-Jahn-Str. 1 (siehe Obj.-ID 09259551) - Doppelwohnhaus, Friedrich-Ludwig-Jahn-Str. 2, 3 (siehe Obj.-ID 09259530) - Doppelwohnhaushälfte, Friedrich-Ludwig-Jahn-Str. 4 (siehe Obj.-ID 09259531) - Doppelwohnhaus, Friedrich-Ludwig-Jahn-Str. 10, 11 (siehe Obj.-ID 09259533) - Doppelwohnhaus, Friedrich-Ludwig-Jahn-Str. 12, 13 (siehe Obj.-ID 09259534) - Doppelwohnhaus, Friedrich-Ludwig-Jahn-Str. 14, 15 (siehe Obj.-ID 09259535) - Doppelwohnhaushälfte, Georg-Reichardt-Str. 1 (siehe Obj.-ID 09259544) - Doppelwohnhaus, Georg-Reichardt-Str. 2, 3 (siehe Obj.-ID 09259532) - Doppelwohnhaus, Georg-Reichardt-Str. 4, 5 (siehe Obj.-ID 09259546) - Doppelwohnhaushälfte, Georg-Reichardt-Str. 6 (siehe Obj.-ID 09259552) - Villa, Geschwister-Scholl-Str. 23 (siehe Obj.-ID 09259525) - Doppelwohnhaus, Geschwister-Scholl-Str. 25, 27 (siehe Obj.-ID 09259526) - Doppelwohnhaushälfte, Geschwister-Scholl-Str. 29 (siehe Obj.-ID 09259545) - Doppelwohnhaus, Geschwister-Scholl-Str. 31, 33 (siehe Obj.-ID 09259527) - Doppelwohnhaus, Geschwister-Scholl-Str. 35, 37 (siehe Obj.-ID 09259528) - Doppelwohnhaushälfte, Geschwister-Scholl-Str. 39 (siehe Obj.-ID 09259529) - Doppelwohnhaus, Rosenstr. 1, 2 (siehe Obj.-ID 09259536) - Doppelwohnhaus, Rosenstr. 3, 4 (siehe Obj.-ID 09259538) - Doppelwohnhaus, Rosenstr. 5, 6 (siehe Obj.-ID 09259537) - Doppelwohnhaus, Rosenstr. 7, 8 (siehe Obj.-ID 09259539) - Villa, Rosenstr. 9 (siehe Obj.-ID 09259547) - Villa, Rosenstr. 10 (siehe Obj.-ID 09259548) - Doppelwohnhaushälfte, Rosenstr. 11 (siehe Obj.-ID 09259554) - Doppelwohnhaus, Rosenstr. 12, 13 (siehe Obj.-ID 09259549) - Doppelwohnhaus, Rosenstr. 14, 15 (siehe Obj.-ID 09259540) - Doppelwohnhaus, Rosenstr. 16, 17 (siehe Obj.-ID 09259541) - Doppelwohnhaus, Rosenstr. 18, 19 (siehe Obj.-ID 09259550) - Doppelwohnhaushälfte, Rosenstr. 20 (siehe Obj.-ID 09300847) - Doppelwohnhaus, Rosenstr. 21, 22 (siehe Obj.-ID 09259542) - Doppelwohnhaus, Rosenstr. 23, 34 (siehe Obj.-ID 09259543) mit Einfriedungen (überwiegend Hainbuchenhecken, teilweise mit Natursteinsockel), Vorgärten und Gärten der Grundstücke, weiterhin Allee und Verkehrsinsel mit Platanen an der Rosenstr. sowie Allee entlang der Georg-Reichhardt-Str., sowie mit den Sachgesamtheitsteilen: Anbau der Post (An der Alten Post 3) und weiteren Wohnhäusern (Geschwister-Scholl-Str. 10a, 10b und 10c); charakteristische Arbeiter- und Beamtensiedlung einer nahen Fabrik, überwiegend Putzbauten mit Fachwerk, frühes Zeugnis einer Werkskolonie im Leipziger Umland, baugeschichtlich, ortsgeschichtlich und städtebaulich von Bedeutung; Die Firma Schimmel & Co, die Ende des 19. Jahrhunderts mit ihrer Produktion ätherischer Öle und Essenzen zu Weltruhm gelangte, sah sich aufgrund ihrer florierenden Geschäfte gezwungen, ihren alten, zu eng gewordenen Leipziger Standort aufzugeben und außerhalb der Stadt eine neue Fabrikanlage zu errichten. Im Interesse der Betriebsrentabilität und um eine stärkere Bindung ausgewählter Mitarbeiter und Angestellter an das Unternehmen zu erreichen, entstand gleichzeitig und in unmittelbarer Nachbarschaft eine zugehörige Wohnsiedlung. Der Leipziger Architekt Prof. Max Bösenberg wurde mit der Projektierung des Gesamtkomplexes beauftragt und nach seinen Plänen entstanden bis 1907 sämtliche Gebäude der sogenannten Werkskolonie. Er entwarf sowohl die Arbeiterdoppelhäuser im nördlichen Bereich der Siedlung (Arbeiterkolonie) als auch die Doppelhäuser und Einzelvillen für Beamte der Firma (Beamtenkolonie), die sich im südlichen Bereich um das Verwaltungsgebäude gruppierten. Abgesehen von den beiden Beamtendoppelhäusern Gerhard-Reichardt-Str. 6/Rosenstr. 11 (1903/04) und Geschwister-Scholl-Str. 25/27 (1906/07) waren alle Bauten bereits 1901 fertig errichtet und bewohnt. In späterer Zeit wurde die Siedlung an ihrem nördlichen Ende um drei Beamtendoppelwohnhäuser von Reinhard Lange (1913) erweitert, südlich der Bahnlinie erfolgte der Bau mehrerer firmeneigener Mietshäuser für Arbeiter mit drei Gebäuden in der Triftstraße von 1912 bis 1913 (ebenfalls Reinhard Lange) und für Pensionäre in der Mittelstr. 2/4 (1935 bis 1937 durch die Architekten Zweck und Voigt). In ihrer Gesamtheit ist die ursprüngliche Werkssiedlung ein bedeutendes Zeugnis des architektonischen Schaffens von Max Bösenberg, der die vom Heimatstil beeinflussten Wohngebäude in städtebaulich durchdachter Konzeption anordnete sowie Parks und Freiflächen in die Gestaltung der Anlage einbezog. Die sogenannte Werkskolonie hat sich bis heute vollständig erhalten und bietet trotz sanierungsbedingter Veränderungen und rückwärtiger Anbauten an den Arbeiterdoppelhäusern noch immer ein geschlossenes Erscheinungsbild. Deutlich ablesbar sind Einflüsse der aus England kommenden Gartenstadtidee mit ihrem Bemühen um ein gesundes und naturverbundenes Wohnen, welches einen deutlichen Gegensatz zu den beengten Verhältnissen einer städtischen Mietskaserne bildete. Einschließlich ihrer Erweiterungen ist die für damalige Verhältnisse vorbildliche Werkssiedlung ein überregional wichtiges Beispiel für die Entwicklung des Werkswohnungsbaus im frühen 20. Jahrhunderts. Neben ihrer architekturgeschichtlichen und städtebaulichen Bedeutung besitzt sie als entscheidendes Zeugnis für die gravierenden Veränderungen der damaligen wirtschaftlichen und gesellschaftlichen Verhältnisse in Kleinmiltitz orts- und sozialgeschichtlichen Wert. Zusammen mit der Sachgesamtheit Werksgelände besitzt sie Seltenheitswert und Bedeutung für die Volksbildung. LfD/2013 | 09304474 |
| Weitere Bilder                          | Doppelwohnhaushälfte                                                     | Friedrich-Ludwig-Jahn-Straße 1 (Karte)          | 1900–1901 (Doppelhaushälfte)                                                                                                   | Einzeldenkmal der Sachgesamtheit Werkssiedlung Schimmel & Co. (Obj. 09304474): Hälfte eines Doppelwohnhauses (mit Geschwister-Scholl-Straße 39 - siehe Obj.-ID 09259529) in offener Bebauung; Putzfassade, Fachwerk, Arbeiterdoppelhaus, Bestandteil der Werkssiedlung, baugeschichtlich, ortsgeschichtlich und städtebaulich von Bedeutung; Das eingeschossige Doppelwohnhaus in offener Bebauung mit Vorgarten und Garten wurde für Beschäftigte der Schimmelschen Werke und ihre Familien errichtet. In unmittelbarer Nähe zu den Fabrikanlagen entstand im Auftrag der Firma Schimmel & Co in den Jahren 1900 bis 1901 eine Arbeiter- und Beamtensiedlung nach den Entwürfen des Leipziger Architekten Prof. Max Bösenberg. Er entwickelte drei verschiedene Typen von Doppelhäusern für Arbeiter, wobei der Bau in Ecklage Friedrich-Ludwig-Jahn-Straße/Geschwister-Scholl-Straße Variante B repräsentiert, die insgesamt fünfmal zur Ausführung kam. Sie vereint gestalterische Merkmale der beiden 1907 in einer Firmenschrift von Schimmel & Co als Typen A und C bezeichneten Hausentwürfe. Das Gebäude besitzt einen völlig symmetrischen Baukörper mit zwei separaten, rückwärtig gelegenen Eingangsbereichen, Walmdach, Zwerchgiebel und Schleppgaupen sowie eine ansprechend gestaltete Putzfassade, die sich durch eine rahmende Klinkergliederung und Fachwerk im ausgebauten Dachgeschoss auszeichnet. Das Gebäude stammt aus der Gründungszeit der Werkssiedlung und ist als ihr Bestandteil von städtebaulicher und ortsgeschichtlicher Bedeutung. LfD/2012 | 09259551 |
| Weitere Bilder                          | Doppelwohnhaus                                                           | Friedrich-Ludwig-Jahn-Straße 2; 3 (Karte)       | 1900–1901 (Doppelwohnhaus) | Einzeldenkmal der Sachgesamtheit Werkssiedlung Schimmel & Co. (Obj. 09304474): Doppelwohnhaus in offener Bebauung; Putzfassade, Fachwerk, Arbeiterdoppelhaus, Bestandteil der Werkssiedlung, baugeschichtlich, ortsgeschichtlich und städtebaulich von Bedeutung; Das eingeschossige Gebäude in offener Bebauung mit Vorgarten und Garten wurde als Wohnhaus für Beschäftigte der Schimmelschen Werke in unmittelbarer Nähe zu den Fabrikanlagen errichtet. Es besitzt Walmdach, Zwerchgiebel und Schleppgaupen sowie eine ansprechend gestaltete Putzfassade mit Klinkergliederung und Fachwerk im ausgebauten Dachgeschoss. Als Doppelhaus konzipiert, bietet es mit seinem symmetrisch gestalteten Grundriss und zwei separaten, rückwärtig gelegenen Eingangsbereichen Platz für zwei Familien. Das Bauwerk ist Bestandteil der Arbeiter- und Beamtensiedlung, die im Auftrag der Firma Schimmel & Co in den Jahren 1900 bis 1901 nach den Entwürfen des Leipziger Architekten Prof. Max Bösenberg errichtet wurde. Er entwickelte drei verschiedene Typen von Doppelhäusern für Arbeiter, wobei die Friedrich-Ludwig-Jahn-Straße 2, 3 ebenso wie die direkt benachbarten Bauten Variante B repräsentiert, die insgesamt fünfmal zur Ausführung kam. Sie vereint gestalterische Merkmale der beiden 1907 in einer Firmenschrift von Schimmel & Co als Typen A und C bezeichneten Hausentwürfe. Das Gebäude aus der Gründungszeit der Werkskolonie ist von städtebaulicher und ortsgeschichtlicher Bedeutung. LfD/2012 | 09259530 |
| Weitere Bilder                          | Doppelwohnhaushälfte                                                     | Friedrich-Ludwig-Jahn-Straße 4 (Karte)          | 1900–1901 (Doppelhaushälfte)                                                                                                   | Einzeldenkmal der Sachgesamtheit Werkssiedlung Schimmel & Co. (Obj. 09304474): Hälfte eines Doppelwohnhauses (mit Rosenstraße 20 - siehe Obj.-ID 09300847) in offener Bebauung; Putzfassade, Fachwerk, Arbeiterdoppelhaus, Bestandteil der Werkssiedlung, baugeschichtlich, ortsgeschichtlich und städtebaulich von Bedeutung; Das eingeschossige Doppelwohnhaus in offener Bebauung mit Vorgarten und Garten wurde für Beschäftigte der Schimmelschen Werke und ihre Familien errichtet. In unmittelbarer Nähe zu den Fabrikanlagen entstand im Auftrag der Firma Schimmel & Co in den Jahren 1900 bis 1901 eine Arbeiter- und Beamtensiedlung nach den Entwürfen des Leipziger Architekten Prof. Max Bösenberg. Er entwickelte drei verschiedene Typen von Doppelhäusern für Arbeiter, wobei der Bau in Ecklage Friedrich-Ludwig-Jahn-Str./Rosenstr. Variante B repräsentiert, die insgesamt fünfmal zur Ausführung kam. Sie vereint gestalterische Merkmale der beiden 1907 in einer Firmenschrift von Schimmel & Co als Typen A und C bezeichneten Hausentwürfe. Das Gebäude besitzt einen völlig symmetrischen Baukörper mit zwei separaten, rückwärtig gelegenen Eingangsbereichen, Walmdach, Zwerchgiebel und Schleppgaupen sowie eine ansprechend gestaltete Putzfassade, die sich durch eine rahmende Klinkergliederung und Fachwerk im ausgebauten Dachgeschoss auszeichnet. Das Gebäude aus der Gründungszeit der Werkskolonie ist von städtebaulicher und ortsgeschichtlicher Bedeutung. LfD/2012 | 09259531 |
| Weitere Bilder                          | Doppelwohnhaus                                                           | Friedrich-Ludwig-Jahn-Straße 10; 11 (Karte)     | 1913 (Doppelwohnhaus) | Einzeldenkmal der Sachgesamtheit Werkssiedlung Schimmel & Co. (Obj. 09304474): Doppelwohnhaus in offener Bebauung; Putzfassade, Fachwerk, Beamtendoppelhaus, Bestandteil der Werkssiedlung, baugeschichtlich, ortsgeschichtlich und städtebaulich von Bedeutung. Für die Erweiterung ihrer seit 1901 bestehenden Werkssiedlung beauftragte die Firma Schimmel & Co den Architekten Reinhard Lange mit dem Entwurf zu drei Doppelwohnhäusern für sechs Beamtenfamilien. Errichtet wurden die Gebäude in der Verlängerung der damaligen Feldstraße auf einem firmeneigenen Ackergrundstück. Im Februar 1913 wurde der Bauantrag gestellt und die Ingebrauchnahme aller drei Wohnhäuser erfolgte bereits im Herbst des gleichen Jahres. Die Ausführung verantwortete der Markranstädter Baumeister P. Heerde. Lange hatte die zweigeschossigen Wohnbauten mit Walmdach und Putzfassade explizit „ähnlich wie bei Gartenstadt-Anlagen“ als Gebäudegruppe mit umgebenden Vor- und Nutzgärten entworfen. Sie sind in ihrer architektonischen Gestaltung aufeinander abgestimmt und weisen annähernd die gleiche Grundrissdisposition auf. Die beiden äußeren Wohnbauten Nummer 10/11 und 14/15 sind spiegelbildlich angeordnet und besitzen an ihren Seitenrisaliten jeweils einen Giebel mit Fachwerkgestaltung und einen geputzten Giebel mit geschwungenem Dachverlauf. Das Gebäude Nummer 10/11 mit Garten und Vorgarten ist als Bestandteil der Werkssiedlung von städtebaulicher und ortshistorischer Bedeutung sowie ein wichtiges baugeschichtliches Zeugnis für die Architektur um 1910 im vorstädtischen Kontext. LfD/2012 | 09259533 |
| Weitere Bilder                          | Doppelwohnhaus                                                           | Friedrich-Ludwig-Jahn-Straße 12; 13 (Karte)     | 1913 (Doppelwohnhaus) | Einzeldenkmal der Sachgesamtheit Werkssiedlung Schimmel & Co. (Obj. 09304474): Doppelwohnhaus in offener Bebauung; Putzfassade, Beamtendoppelwohnhaus, Bestandteil der Werkssiedlung, baugeschichtlich, ortsgeschichtlich und städtebaulich von Bedeutung. Nach der Erweiterung des Fabrikbetriebes von Schimmel & Co im Jahr 1909, wurde auch eine neuerliche Vergrößerung der werkseigenen Wohnsiedlung notwendig. Die Firma beauftragte daher den Architekten Reinhard Lange mit dem Entwurf zu drei Beamtendoppelwohnhäusern, die nördlich an die bestehende Bebauung auf einem Feldgrundstück der Firma errichtet wurden. Alle drei Gebäude sind zweigeschossig ausgebildet und besitzen Putzfassade und Walmdach. Sie entstanden zeitgleich und in einheitlicher Planung. Das mittlere Wohnhaus Nummer 12/13 springt hinter seine Nachbargebäude zurück und hebt sich durch eine etwas individuellere Gestaltung von ihnen ab. Seine Seitenrisalite weisen im Erdgeschoss einen Erker an der Stirnseite und im Dachgeschoss geputzte Giebel geschwungenem Dachverlauf auf. Im Februar 1913 wurde der Bauantrag für das Doppelwohnhaus gestellt, die Ingebrauchnahme konnte bereits im Herbst des gleichen Jahres erfolgen. Das Gebäude ist ein wichtiges baugeschichtliches Zeugnis für die Wohnhausarchitektur um 1910 im vorstädtischen Kontext. Als Bestandteil der Werkssiedlung besitzt es mit Garten und Vorgarten außerdem städtebauliche und ortshistorische Bedeutung. LfD/2012 | 09259534 |
| Weitere Bilder                          | Doppelwohnhaus                                                           | Friedrich-Ludwig-Jahn-Straße 14; 15 (Karte)     | 1913 (Doppelwohnhaus) | Einzeldenkmal der Sachgesamtheit Werkssiedlung Schimmel & Co. (Obj. 09304474): Doppelwohnhaus in offener Bebauung; Putzfassade, Fachwerk, Beamtendoppelwohnhaus, Bestandteil der Werkssiedlung, baugeschichtlich, ortsgeschichtlich und städtebaulich von Bedeutung. Nach der Erweiterung des Fabrikbetriebes von Schimmel & Co im Jahr 1909, wurde auch eine neuerliche Vergrößerung der werkseigenen Wohnsiedlung notwendig. Die Firma beauftragte daher den Architekten Reinhard Lange mit dem Entwurf zu drei Beamtendoppelwohnhäusern, die nördlich an die bestehende Bebauung auf einem Feldgrundstück der Firma errichtet werden sollten. Im Februar 1913 wurde der Bauantrag gestellt und die Ingebrauchnahme aller drei Wohnhäuser erfolgte bereits im Herbst des gleichen Jahres. Die Ausführung verantwortete der Markranstädter Baumeister P. Heerde. Lange hatte die zweigeschossigen Wohnbauten mit Walmdach und Putzfassade explizit „ähnlich wie bei Gartenstadt-Anlagen“ als Gebäudegruppe mit umgebenden Vor- und Nutzgärten entworfen. Sie sind in ihrer architektonischen Gestaltung aufeinander abgestimmt und weisen annähernd die gleiche Grundrissdisposition auf. Die beiden äußeren Wohnbauten Nummer 10/11 und 14/15 sind spiegelbildlich angeordnet und besitzen an ihren Seitenrisaliten jeweils einen Giebel mit Fachwerkgestaltung und einen geputzten Giebel mit geschwungenem Dachverlauf. Das Gebäude Nummer 14/15 ist ein wichtiges baugeschichtliches Zeugnis für die Wohnhausarchitektur um 1910 im vorstädtischen Kontext. Als Bestandteil der Werkssiedlung besitzt es außerdem mit Garten und Vorgarten städtebauliche und ortshistorische Bedeutung. LfD/2012 | 09259535 |
| Direkt Bild zu diesem Denkmal hochladen | Villa                                                                    | Friedrich-Ludwig-Jahn-Straße 17 (Karte)         | um 1905 (Villa) | Villa; schlichte Putzfassade mit Ziegelgliederung, Wohnhaus der Gärtnerei Franz Engler, ortsgeschichtlich von Bedeutung | 09304475 |
| Weitere Bilder                          | Doppelwohnhaushälfte                                                     | Georg-Reichardt-Straße 1 (Karte)                | 1900–1901 (Doppelhaushälfte)                                                                                                   | Einzeldenkmal der Sachgesamtheit Werkssiedlung Schimmel & Co. (Obj. 09304474): Hälfte eines Doppelwohnhauses (mit Geschwister-Scholl-Straße 29) in offener Bebauung; Putzfassade, Fachwerk, Arbeiterdoppelwohnhaus, Bestandteil der Werkssiedlung, baugeschichtlich, ortsgeschichtlich und städtebaulich von Bedeutung. Das eingeschossige Gebäude in offener Bebauung wurde als Wohnhaus mit Vorgarten und Garten für Beschäftigte der Schimmelschen Werke in unmittelbarer Nähe zu den Fabrikanlagen errichtet. Es besitzt Satteldach, Zwerchgiebel und Gaupen sowie eine ansprechend gestaltete Putzfassade mit Klinkergliederung und Fachwerk im ausgebauten Dachgeschoss. Als Doppelhaus konzipiert, bietet es mit seinem symmetrisch gestalteten Grundriss und zwei separaten, rückwärtig gelegenen Eingangsbereichen Platz für zwei Familien. Das Bauwerk ist Bestandteil der Arbeiter- und Beamtensiedlung, die im Auftrag der Firma Schimmel & Co in den Jahren 1900 bis 1901 nach den Entwürfen des Leipziger Architekten Prof. Max Bösenberg errichtet wurde. Er entwickelte drei verschiedene Typen von Doppelhäusern für Arbeiter, wobei das Gebäude an der Ecke Georg-Reichardt-Straße/Geschwister-Scholl-Straße als sogenannter Typ A (später Typ II) eine kleine Variante mit 121 m² Grundfläche repräsentiert. Als Bestandteil der Werkssiedlung ist es von baugeschichtlicher, städtebaulicher und ortsgeschichtlicher Bedeutung. LfD/2012 | 09259544 |
| Weitere Bilder                          | Doppelwohnhaus                                                           | Georg-Reichardt-Straße 2; 3 (Karte)             | 1901 (Doppelwohnhaus) | Einzeldenkmal der Sachgesamtheit Werkssiedlung Schimmel & Co. (Obj. 09304474): Doppelwohnhaus in offener Bebauung; Putzfassade, Fachwerk, Arbeiterdoppelwohnhaus, Bestandteil der Werkssiedlung, baugeschichtlich, ortsgeschichtlich und städtebaulich von Bedeutung. Das eingeschossige Wohnhaus in offener Bebauung mit Vorgarten und Garten wurde für Beschäftigte der Schimmelschen Werke errichtet. In unmittelbarer Nähe zu den Fabrikanlagen entstand im Auftrag der Firma Schimmel & Co in den Jahren 1900 bis 1901 eine Arbeiter- und Beamtensiedlung nach den Entwürfen des Leipziger Architekten Prof. Max Bösenberg. Ebenso wie bei den beiden direkt benachbarten Gebäuden handelt es sich bei der Georg-Reichardt-Straße 2, 3 um ein Arbeiterdoppelhaus vom Typ A (später Typ II), einer kleinen Variante der insgesamt drei verschiedenen Typen von Häusern, die Bösenberg für Arbeiter und deren Familien projektierte. Auf einer Grundfläche von 121 m² konzipierte er einen völlig symmetrischen Baukörper mit zwei separaten, rückwärtig gelegenen Eingangsbereichen, Satteldach, Zwerchgiebel und Gaupen sowie eine ansprechend gestaltete Putzfassade, die sich durch eine rahmende Klinkergliederung und Fachwerk im ausgebauten Dachgeschoss auszeichnet. Trotz der entstellenden Veränderung der Fenster ist das Gebäude als Bestandteil der Werkssiedlung von baugeschichtlicher, städtebaulicher und ortsgeschichtlicher Bedeutung. LfD/2012 | 09259532 |
| Weitere Bilder                          | Doppelwohnhaus                                                           | Georg-Reichardt-Straße 4; 5 (Karte)             | 1900–1901 (Doppelwohnhaus) | Einzeldenkmal der Sachgesamtheit Werkssiedlung Schimmel & Co. (Obj. 09304474): Doppelwohnhaus in offener Bebauung; Putzfassade, Fachwerk, Arbeiterdoppelhaus, Bestandteil der Werkssiedlung, baugeschichtlich, ortsgeschichtlich und städtebaulich von Bedeutung. Als Arbeiterwohnhaus in offener Bebauung mit Vorgarten und Garten wurde das Gebäude für Beschäftigte der Schimmelschen Werke in unmittelbarer Nähe zu den Miltitzer Fabrikanlagen errichtet. Es besitzt ebenso wie die Nachbarbauten ein Satteldach, Zwerchgiebel und Gaupen sowie eine ansprechend gestaltete Putzfassade mit rahmender Klinkergliederung und Fachwerk im ausgebauten Dachgeschoss. Als Doppelhaus konzipiert, bietet es mit seinem symmetrisch gestalteten Grundriss und zwei separaten, rückwärtig gelegenen Eingangsbereichen Platz für zwei Familien. Der eingeschossige Bau repräsentiert den von dem Leipziger Architekten Prof. Max Bösenberg entwickelten Typ A (später Typ II) eines Arbeiterdoppelhauses und ist Bestandteil der Arbeiter- und Beamtensiedlung, die im Auftrag der Firma Schimmel & Co nach seinen Entwürfen in den Jahren 1900 bis 1901 errichtet und später mehrfach erweitert wurde. Das Gebäude aus der Gründungszeit der Werkskolonie ist trotz der entstellenden Veränderung der Fenster an der Georg-Reichardt-Straße 5 von baugeschichtlicher, städtebaulicher und ortsgeschichtlicher Bedeutung. Nachträgliche rückwärtige Anbauten sind in ihrem Erscheinungsbild der historischen Fassade angepasst. LfD/2012 | 09259546 |
| Weitere Bilder                          | Doppelwohnhaushälfte                                                     | Georg-Reichardt-Straße 6 (Karte)                | 1903–1904 (Doppelhaushälfte)                                                                                                   | Einzeldenkmal der Sachgesamtheit Werkssiedlung Schimmel & Co. (Obj. 09304474): Hälfte eines Doppelwohnhauses (mit Rosenstraße 11) in offener Bebauung; Putzfassade, Fachwerk, Beamtendoppelwohnhaus, Bestandteil der Werkssiedlung, baugeschichtlich, ortsgeschichtlich und städtebaulich von Bedeutung. In unmittelbarer Nähe zu den Fabrikanlagen der Firma Schimmel & Co. entstand zu Beginn des 20. Jahrhunderts eine Werkssiedlung mit Doppelhäusern sowohl für Arbeiter als auch für Beamte. Für die Ecklage Rosenstr. mit der ehemaligen Gartenstraße entwarf der Architekt Prof. Max Bösenberg aus Leipzig einen unsymmetrischen Baukörper mit zwei separaten Eingangs- und Treppenhausbereichen. Der Bauantrag für das sogenannte Beamtendoppelhaus vom Typ IV wurde im September 1903 durch die Firma Schimmel & Co. gestellt und bereits vier Wochen später bewilligt. Ebenfalls noch 1903 wurde eine Tektur zur Gestaltung des gartenseitigen Ostgiebels eingereicht und dieser 1904 beim Bau des Doppelhauses in vereinfachter Form ausgeführt. Die Putzfassade des zweigeschossigen Gebäudes in offener Bebauung wird im Erdgeschoss durch Rahmungen aus Klinkern und im Dachgeschoss durch Sichtfachwerk belebt. Typisch sind die mehrfach risalitartig vorspringenden Wandflächen. Durch den Ausbau des Dachgeschosses 1972 wurde das Walmdach des Gebäudes, das ursprünglich durch unterschiedliche Firsthöhen, Giebel und Zwerchhäuser abwechslungsreich gegliedert war, nachteilig verändert. Dennoch ist das Beamtenwohnhaus, das nur einmal in dieser Form ausgeführt wurde, als Bestandteil der Werkssiedlung von baugeschichtlicher, städtebaulicher und ortsgeschichtlicher Bedeutung. LfD/2012 | 09259552 |
| Direkt Bild zu diesem Denkmal hochladen | Mietshaus                                                                | Geschwister-Scholl-Straße 2 (Karte)             | um 1925 (Mietshaus) | Mietshaus in offener Bebauung mit Waschhaus, Garten und Einfriedung sowie Hofpflasterung; Putzfassade, straßenbildprägender Bau mit Innenausstattung aus der Erbauungszeit, baugeschichtliche Bedeutung Um 1925 wurde das zweigeschossige Mietshaus in offener Bebauung über annähernd quadratischer Grundfläche errichtet. Das Mansardwalmdach ist straßenseitig durch einen mächtigen Giebel sowie auf der Südseite im Bereich des Dachgeschosses durch einen breiten risalitartigen Vorsprung unterbrochen. Auf der Nordseite sechs Balkone mit geschwungenen Seitenwangen. Die Putzfassade über dem Werksteinsockel dezent durch Gesimse und Stuckornamente gegliedert, Innenausstattung zum Großteil erhalten, ebenso einige Pfeiler der originalen Einfriedung. Das massige und straßenbildprägende Gebäude ist ein repräsentatives Beispiel für die Umsetzung der Bauaufgabe Mietshaus in den 1920er Jahren und besitzt baugeschichtliche Bedeutung. LfD/2012 | 09259570 |
| Direkt Bild zu diesem Denkmal hochladen | Ehem. Bediensteten-Wohnhaus                                              | Geschwister-Scholl-Straße 3 (Karte)             | 1904–1906 (Bedienstetenwohnhaus)                                                                                               | Ehemaliges Bediensteten-Wohnhaus in offener Bebauung mit Einfriedung; Putzfassade, Fachwerk im Obergeschoss, ehemaliges Gärtnerhaus zur Villa Geschwister-Scholl-Straße 5, baugeschichtliche und ortsgeschichtliche Bedeutung. Kommerzienrat Hermann Fritzsche, damaliger Inhaber der Firma Schimmel & Co, ersucht im Jahr 1904 um die Genehmigung zur Errichtung einer Villa (heute Nummer 5) mit Gärtnerhaus (Nummer 3). Prof. Max Bösenberg entwirft beide im Sinne des Heimatstils, wobei das deutlich kleinere Gärtnerhaus eine schlichtere Gestaltung erfährt. Der eingeschossige und funktional zweigeteilte Bau besitzt hofseitig einen flach gedeckten Arbeitsbereich. Straßenseitig befindet sich der Wohnbereich, der mit einem ausgebauten Dachgeschoss Platz für Küche, Wohnzimmer und zwei Schlafräume bietet. Sockel, Eck- und Fenstergliederungen aus roten Klinkern heben sich kontrastreich von der Putzfassade ab. Das Dachgeschoss ist durch eine Holzarchitektur fachwerkartig gestaltet und zeigt in seinen Zierelementen Einflüsse des Jugendstils. Im Jahr 1905 wird der Rohbau fertiggestellt, 1906 erfolgt die Schlussabnahme. Die Immobilie geht in der Folgezeit zusammen mit der Villa an den Landwirt Curt Wilhelm Fritzsche, der Anfang 1909 um die Baugenehmigung für ein Stallgebäude mit Nebenräumen und Kutscherwohnung im Obergeschoss bittet. Das ebenfalls von Bösenberg entworfene Projekt kommt jedoch nicht zur Ausführung, weil das gesamte Grundstück im Mai desselben Jahres erneut seinen Besitzer wechselt. Es wird an den Baumeister Eduard Steyer aus Leipzig verkauft, der es seinerseits zum 1. Januar 1911 an Herrn Müller-Zehme weiterveräußert. In den Folgejahren auf dem Grundstück Geschwister-Scholl-Straße 3/5 errichtete Nebengebäude wie ein „Automobilschuppen“ und eine „Sommerkegelbahn“ sind heute nicht mehr vorhanden, erhalten hat sich jedoch die straßenseitige Einfriedung aus der Erbauungszeit von Villa und Gärtnerhaus. Beide Gebäude bilden mit der sie umgebenden Parkanlage (Gartendenkmal) eine planerische und architektonische Einheit. Sie sind beispielhaft für den repräsentativen Wohnbau des wohlhabenden Bürgertums zu Beginn des 20. Jahrhunderts und erlangen ihre Bedeutung vor allem als das besterhaltene Ensemble dieser Art in Miltitz. Nachdem das Gärtnerhaus lange Zeit als Hort der Miltitzer Schule genutzt wurde, dient es heute Wohnzwecken. Die Genehmigung zur Sanierung erfolgte 1999. LfD/2011 | 09259522 |
| Weitere Bilder                          | Villa                                                                    | Geschwister-Scholl-Straße 5 (Karte)             | 1904–1906 (Villa) | Villa mit Einfriedung und Villengarten; Putzfassade mit Ziegelgliederungen und Fachwerk-Elementen, repräsentatives Gebäude mit gut erhaltener Jugendstil-Innenausstattung, eindrucksvolles Zeugnis der Villenarchitektur des beginnenden 20. Jahrhunderts, Architekt: Max Bösenberg, erbaut für den Fabrikanten Hermann Fritzsche, Inhaber der Aromafabrik Schimmel & Co., städtebaulich, baugeschichtlich und ortsgeschichtlich von Bedeutung. Kommerzienrat Hermann Fritzsche, damaliger Inhaber der Firma Schimmel & Co., ersucht im Jahr 1904 um die Genehmigung zur Errichtung einer Villa (heute Nummer 5) mit Gärtnerhaus (Nummer 3). Prof. Max Bösenberg entwirft beide im Sinne des Heimatstils, wobei das Hauptgebäude seiner übergeordneten Bedeutung entsprechend eine besonders repräsentative und aufwendige Gestaltung erfährt. Beide Gebäude werden bereits 1905 im Rohbau fertiggestellt, 1906 erfolgt ihre Schlussabnahme. Sie gehen in der Folgezeit zunächst auf den Landwirt Curt Wilhelm Fritzsche über, dann an den Leipziger Baumeister Eduard Steyer. Dieser teilt das weitläufige Grundstück, um sich auf dem nördlichen Areal selbst einen Wohnsitz zu errichten (heute Geschwister-Scholl-Straße 9). Den südlichen Teil mit Fritzsche-Villa und Gärtnerhaus verkauft er am 1. Januar 1911 an den Leipziger Stahlfabrikanten Müller-Zehme. Nach dem Vornamen der Frau von Müller-Zehme ist das Hauptgebäude auch als Villa Camilla bekannt. Ihr markanter, zweigeschossiger Baukörper besticht durch die aufwendige und farblich kontrastreiche Gestaltung der Fassade, an der sich über einem Granitsockel rote Klinker an Ecken und Fenstern vom hellen Putz abheben. Das ausgebaute Dachgeschoss mit achteckigem Turmaufbau und Haube ist als Holzarchitektur ausgeführt, die Gefache sind mit einem vom Jugendstil beeinflussten geometrischen Dekor bemalt. Im Erdgeschoss des bedeutendsten Villenbaus in Miltitz am beginnenden 20. Jahrhundert waren ursprünglich Empfangs- und Repräsentationsräume untergebracht, das Obergeschoss Wohnzwecken vorbehalten. Im Dachgeschoss befanden sich Mädchen- und Fremdenzimmer, Waschhaus und Bodenraum, der Keller beherbergte Vorratsräume und Zentralheizung. Von 1929 bis 1998 wurde der Bau als Miltitzer Rathaus genutzt, heute dient er als Sitz der Gemeindeverwaltung und zu Wohnzwecken. Die Jugendstil-Innenausstattung zum Teil erhalten, u. a. Bleiverglasung im Treppenhaus. Von der Straße zurückgesetzt liegt die Villa eingebettet in die umgebende Parkanlage (Gartendenkmal) mit künstlicher Teichlandschaft und planmäßig angelegtem, geschwungenen Wegesystem. Gemeinsam mit Park und Gärtnerhaus bildet sie eine planerische und architektonische Einheit. Sie besitzt exemplarischen Wert für den repräsentativen Wohnbau des wohlhabenden Bürgertums zu Beginn des 20. Jahrhunderts und hat ortsbildprägende, baugeschichtliche sowie ortsentwicklungsgeschichtliche Bedeutung. LfD/2012 | 09259523 |
| Direkt Bild zu diesem Denkmal hochladen | Ehem. Bediensteten-Wohnhaus                                              | Geschwister-Scholl-Straße 7 (Karte)             | 1911 (Bedienstetenwohnhaus) | Ehemaliges Bediensteten-Wohnhaus, mit Einfriedung und Garten; Putzfassade, Fachwerk im Obergeschoss, eingeschossiger Baukörper mit von Säulen gerahmtem seitlichem Eingang, Bedienstetenwohnhaus zur Villa Geschwister-Scholl-Straße 9, im Zusammenhang mit dieser ortsgeschichtliche und baugeschichtliche Bedeutung Wie auch die benachbarte Villa Camilla (Geschwister-Scholl-Straße 5) wurde das Steyersche Landhaus (heute Nummer 9) bereits in der Entwurfsphase in eine größere planerische Gesamtkonzeption eingebunden, zu der eine umgebende Parkanlage und ein zeitgleich errichtetes, zur Straße hin gelegenes Gärtner- und Kutscherhaus (Nummer 7) gehört. Obwohl sich zum Nebengebäude selbst keine Planungsunterlagen erhalten haben, ist als Urheber Eduard Steyer anzunehmen und die Erbauungszeit in das Jahr 1911 festgelegt. Entsprechend seiner untergeordneten Bedeutung ist das eingeschossige Bedienstetenwohnhaus mit Krüppelwalmdach und Putzfassade schlichter gestaltet. Gestalterisch betont sind lediglich der seitlich gelegene Eingang, der von zwei Halbsäulen flankiert wird und das ausgebaute Dachgeschoss, das als einfaches Fachwerk ausgeführt wurde. LfD/2012 | 09259564 |
| Direkt Bild zu diesem Denkmal hochladen | Villa                                                                    | Geschwister-Scholl-Straße 9 (Karte)             | 1911 (Villa) | Villa mit Einfriedung, Toreinfahrt und Villengarten einschließlich Lindenallee; repräsentativer Putzbau mit Mansarddach und Altan in der Hauptansicht, Gebäude im barockisierenden Reformstil der Zeit um 1910, Architekt: Eduard Steyer, erbaut als dessen Wohnhaus, mit ortsgeschichtlichem und baugeschichtlichem Wert. Das umgebende Grundstück des repräsentativen Villenbaus gehörte ursprünglich zum Garten beziehungsweise zur Parkanlage der einige Jahre zuvor entstandenen Fritzsche-Villa (heute Gemeindeverwaltung Miltitz, Geschwister-Scholl-Straße 5). Nachdem der Leipziger Architekt Eduard Steyer in den Besitz des weitläufigen Geländes gelangt war, teilte er es, verkaufte den südlichen Teil und errichtete sich 1911 auf der nördlichen Hälfte seine eigene Villa. Steyer übernahm in Personalunion zugleich Bauherrenschaft, Entwurf und Ausführung. Die Gesamtanlage mit zweigeschossigem Haupthaus (heute Nummer 9) und straßenseitig gelegenem Bedienstetengebäude (heute Nummer 7) mit Remise einschließlich der umgebenden Parkanlage (Gartendenkmal) lehnt sich an das Gestaltungsschema des benachbarten Grundstücks Nummer 3/5 an. Der zeitliche Abstand zur Fritzsche-Villa zeigt sich an einer moderneren Formensprache und einer sehr sachlichen Gestaltung der Putzfassade. Besondere Betonung erfuhr der Eingangsbereich mit Schmuckelementen der Reformarchitektur und die säulenumstandene Veranda auf der Rückseite des Hauses. In seinen Einzelnen stimmt der ausgeführte Bau nicht mit der überlieferten Grundrissplanung überein, auf der Westseite befindet sich ein später angefügter Wintergarten. Über dem vollausgebauten Kellergeschoss waren im Parterre des kompakten Baukörpers ursprünglich u. a. Küche und Speisezimmer, im Obergeschoss private Räumlichkeiten wie Schlaf-, Wohn- und Badezimmer untergebracht. Im ausgebauten Mansardgeschoss des Walmdaches befanden sich Wirtschaftsräumlichkeiten und Kammern für Bedienstete. Die Einfriedung zur Geschwister-Scholl-Straße ist mit verputzten Pfeilern, schmiedeeisernem Tor und Geländern einschließlich zweier Laternen erhalten. Einziger Villenbau aus der Zeit um 1910 in Miltitz, mit ortsbildprägender und baugeschichtlicher Bedeutung. LfD/2012 | 09259565 |
| Direkt Bild zu diesem Denkmal hochladen | Mietshaus                                                                | Geschwister-Scholl-Straße 10 (Karte)            | 1938–1939 (Mietshaus) | Mietshaus in halboffener Bebauung, Teil einer Wohnanlage; Putzfassade, siehe auch Schenderleinstraße 2–4 und Mittelstraße 16, ortsgeschichtliche Bedeutung Das Mietshaus Geschwister-Scholl-Straße 10 bildet zusammen mit Schenderleinstraße 2a, 2, 4 und Mittelstraße 16 eine in sich geschlossene Wohnanlage. Um 1900 errichtete die Kaiser-Otto-AG zur Produktion von Dörrgemüse (später Nudeln) an dieser Stelle eine Fabrik, die zusammen mit der Bebauung einzelner Grundstücke in der Nähe des Bahnhofs die kleinstädtische Erweiterung von Kleinmiltitz einläutete. Nach der Schließung der Fabrikgebäude ließ der Bauunternehmer Eduard Steyer unter Ausnutzung der vorhandenen Bausubstanz ein zweigeschossiges Mietquartier anlegen. Gemäß den Plänen des Architekturbüros Händel & Franke wurden 1935/36 zunächst die Bereiche an der damaligen Quer- und Dorfstraße (heute Mittelstraße 14, 16 und Schenderleinstraße 2, 4) umgebaut, 1938/39 folgte die westliche Eckbebauung Bahnhof-/Querstraße (heute Geschwister-Scholl-Straße 10 und Schenderleinstraße 2a) mit einem Laden im Erdgeschoss. Die Zweiphasigkeit der Wohnanlage ist noch heute am Äußeren des Putzbaus mit umlaufendem Klinkersockel ablesbar, da sich die älteren Bereiche durch eine aufwendigere Gestaltung hervorheben (aufgeputzte Wandgliederung, Eingänge mit Klinkerrahmung). In ihrer Gesamtheit ist die Wohnanlage von ortsgeschichtlicher und straßenbildprägender Bedeutung. LfD/2012 | 09299380 |
| Direkt Bild zu diesem Denkmal hochladen | Mietshaus                                                                | Geschwister-Scholl-Straße 16 (Karte)            | um 1930 (Mietshaus) | Mietshaus in offener Bebauung; Putzfassade, Satteldach, repräsentativer Bau der 1930er Jahre in städtebaulich markanter Lage, baugeschichtlich von Bedeutung. Das zweigeschossige Mietshaus mit roter Putzfassade und Satteldach wurde in städtebaulich markanter Lage an der Ecke Geschwister-Scholl-Straße/Triftstraße errichtet. Straßenseitig wird die Gestaltung des Gebäudes durch eine ausgedehnte Ladenzone im Erdgeschoss dominiert, der Zugang zu den Wohneinheiten im Ober- und im ausgebauten Dachgeschoss befindet sich auf der Rückseite. Ungewöhnlich ist die räumliche Anordnung des Winkelbaus im Straßenverlauf, da er sich zur Kreuzung hin öffnet und seine geschlossenen Fassadenflächen zum Hof weisen. Ein breites Gesimsband umläuft das gesamte Haus oberhalb des Erdgeschosses. Rückwärtig ist die Fassade durch verschiedene Fensterformate rhythmisiert, ein vertikaler Mauerrücksprung betont die Eingangsachse. Der Gebäudekomplex ist ein repräsentatives Beispiel für die Mietshausarchitektur der 1930er Jahre mit Ladenzone entlang einer Hauptstraße und besitzt baugeschichtliche Bedeutung. LfD/2012 | 09259569 |
| Direkt Bild zu diesem Denkmal hochladen | Wohnhaus mit Nebengebäude                                                | Geschwister-Scholl-Straße 19; 19a (Karte)       | 1900–1902 (Wohnhaus), 1908 (Nebengebäude)                                                                                      | Wohnhaus (Nr. 19, ehemals Kasino einer Fabrik) in offener Bebauung mit Anbau sowie Nebengebäude (Nr. 19a) im Hof; Wohnhaus mit Putzfassade und Fachwerk im Dachgeschoss, Nebengebäude ein Fachwerkbau, Teil der Werkskolonie der Firma Schimmel & Co., baugeschichtlich, ortsgeschichtlich und städtebaulich von Bedeutung. Im Jahr 1900 wurde der „Entwurf zu einem Casinogebaeude der Firma Schimmel & Co.“ einschließlich eines Nebengebäudes eingereicht. Als Architekt zeichnete der Leipziger Prof. Max Bösenberg, der für Schimmel & Co. zeitgleich die Miltitzer Fabrikanlage und die benachbarte Siedlung projektierte. Das in der Folgezeit Kasino I genannte Gebäude wurde als einziger Bau des ursprünglichen Werkkomplexes südlich der Bahnlinie errichtet und beherbergte eine Gastwirtschaft mit Küche und Speisesälen sowie eine Wohnung für den Wirt. Zeitweise diente es auch zur Unterbringung des Kleinmiltitzer Gemeindeamtes. Nördlich an das zweigeschossige Haupthaus mit Satteldach und Zwerchgiebeln schloss sich ein flacher, einstöckiger Anbau mit separatem Eingang an, rückwärtig befand sich eine verglaste Veranda und eine offene, zum Garten hin gelegene Terrasse. Das äußerst repräsentativ gestaltete, zweigeschossige Gebäude in offener Bebauung besitzt eine Putzfassade über Natursteinsockel, welche durch die Verwendung von rotem Porphyrtuff für Gesimse und Fenstergewände, Fachwerk im Dachgeschoss und aufgeputzte Eckquaderungen reich gegliedert ist. Südlich befindet sich ein Nebengebäude (19 a) mit Remise, Stallungen für vier Pferde, Schlacht- und Waschhaus sowie Heu- und Futterboden im Obergeschoss. Es wurde ebenso wie der Hauptbau 1901 bis 1902 errichtet. Beide gehören damit in die Gründungszeit der Miltitzer Werkssiedlung und sind als ihre Bestandteile von ortshistorischer sowie städtebaulicher Bedeutung. Die 1902 entstandene Holzkolonnade im Garten, die 1939 zu einer Kegelbahn ausgebaut wurde, ist nicht erhalten. LfD/2012 | 09259524 |
| Weitere Bilder                          | Werksgelände der Aromafabrik Schimmel & Co., Sachgesamtheit              | Geschwister-Scholl-Straße 21; 32 (Karte)        | 1892–1893 (Chemisch-Pharmazeutische Industrie)                                                                                 | Sachgesamtheit Werksgelände der Aromafabrik Schimmel & Co., mit den Einzeldenkmalen: - Verwaltungsgebäude, Geschwister-Scholl-Str. 21 (09259942) - Fabrikgebäude, Kesselhaus, Laborgebäude, Werkstattgebäude, Arbeiterkasino, Transformatorenhaus und Einfriedung, Geschwister-Scholl-Str. 32 (Obj. 09300684) Fabrikgebäude roter Klinker, Denkmal der Industriegeschichte, ortshistorisch und städtebaulich von Bedeutung. Die im höchsten Maße ortsbildprägende Fabrikanlage der früheren Firma Schimmel & Co. bietet trotz zahlreicher Um- und Ausbauten in ihrer architektonischen und gestalterischen Einheitlichkeit noch heute einen imponierenden Anblick. Bis auf wenige Ausnahmen wurde das Gebäudeensemble in der für Industrieanlagen des Historismus typischen repräsentativen Backsteinbauweise errichtet, wobei sich Fassadendetails wie Fenstergliederungen oder gotisierende Turmaufsätze an den einzelnen Bauwerken wiederholen. Die Ursprünge der Anlagen reichen bis in die 1880er Jahre zurück, als die damals noch in Leipzig ansässige Firma die Felder um Kleinmiltitz zum Rosenanbau nutzte. Für deren Verarbeitung und zur Produktion ätherischer Öle und Duftstoffe wurden bereits damals kleinere Fabrikstätten auf dem Areal des späteren Werksgeländes errichtet. Die letzten baulichen Zeugnisse dieser Zeit sind das mit gelben Klinkersteinen verzierte Gebäude K (bezeichnet 1892) und Großteile der straßenseitigen Einfriedung. Als sich der alte Firmenstandort in der Berliner Straße 7–9 als nicht mehr erweiterungsfähig erwies, begann Schimmel & Co. mit der Planung zur Verlegung des gesamten Produktions- und Handelsbetriebes in das etwa acht Kilometer entfernte Miltitz. Zwischen 1899 und 1901 wurde ein neuer und von Beginn an auf weitere Expansion angelegter Fabrikkomplex in der Konzeption des Leipziger Architekten Prof. Max Bösenberg erbaut. Die aus dieser Bauphase stammenden Gebäude A (Hauptfabrikationsgebäude), C (Wissenschaftliche Abteilung), G (Kesselhaus) und H (Empfangsgebäude) zeichnen sich durch die Verwendung grün glasierter Klinker, großflächige Rundbogenfenster und architektonische Zitate aus dem mittelalterlichen Burgenbau aus. Eine bedeutende Erweiterung erfuhr die Anlage 1908, als aufgrund der wachsenden Bedeutung der synthetischen Produktion von Aromastoffen die Errichtung einer neuen Produktionshalle (Gebäude R) und ein zweites Kesselhaus (Gebäude S, 2011 abgebrochen) für den stetig steigenden Energiebedarf notwendig wurden. Beide Gebäude lehnten sich gestalterisch eng an die bereits bestehenden Bauten an und griffen schon vorhandene Zierelemente wie die dekorative Verwendung grüner Klinker auf. Erst ein Erweiterungsbau von 1936 (Gebäude Q) zur Unterbringungen von Büro- und Abstellräumlichkeiten bediente sich einer moderneren, auf die Funktion des Baus ausgerichteten Formensprache. Ursprünglich erstreckte sich die Fabrikanlage auf einem 250 000 m² großen Gelände nördlich der durch Kleinmiltitz führenden Bahnlinie und besaß einen eigenen Gleisanschluss für den effektiven Waren- und Produktetransport. Die entlang der Geschwister-Scholl-Straße gelegenen Fabrikgebäude sind heute beinahe vollständig erhalten. Trotz späterer Um- und Anbauten sind sie in ihrer Struktur gut erkennbar und vermitteln den Eindruck eines geschlossenen Ensembles. Zusammen mit der dem Werksgelände direkt benachbarten Beamten- und Arbeiterwohnsiedlung, die ebenfalls nach Plänen Bösenbergs um die Jahrhundertwende errichtet wurde, bilden sie eine städtebaulich und architekturhistorisch bedeutende Anlage, die sich räumlich deutlich von der alten Ortslage abgrenzt und das Erscheinungsbild des Ortes noch heute nachhaltig prägt. Die Firma Schimmel & Co beeinflusste durch ihre Übersiedlung nach Kleinmiltitz sowohl die wirtschaftliche und infrastrukturelle als auch die soziale Entwicklung des Ortes, der in der Folge kleinstädtische Züge annahm, während das benachbarte Großmiltitz weiterhin seinen dörflichen Charakter bewahrte. Die Fabrikanlage als bauliches Zeugnis der um die Jahrhundertwende bei der Herstellung ätherischer Öle und Duftstoffe weltweit führenden Firma besitzt außerdem wissenschaftshistorisch überregionale Bedeutung für die Entwicklung der chemischen Industrie sowie einen technikgeschichtlichen Wert. LfD/2012 | 09300685 |
| Weitere Bilder                          | Verwaltungsgebäude (ehem.)                                               | Geschwister-Scholl-Straße 21 (Karte)            | 1900–1901 (Verwaltungsgebäude)                                                                                                 | Einzeldenkmal der Sachgesamtheit Werksgelände Aromafabrik Schimmel & Co. (Obj. 09300685): ehemaliges Verwaltungsgebäude in offener Bebauung sowie Einfriedung entlang Rosenstr. und Alte Parkstr.; markanter Klinkerbau mit repräsentativ gestaltetem Eingang an der verbrochenen Ecke, im Stil des Historismus, Architekt: Max Bösenberg, baugeschichtlich, ortsgeschichtlich und städtebaulich von Bedeutung Der ortsbildprägende Klinkerbau wurde 1900 bis 1901 als Verwaltungsgebäude für die Firma Schimmel & Co errichtet und liegt am südlichen Rand ihrer Werkssiedlung gegenüber den Fabrikanlagen. Als Architekt ist der Leipziger Prof. Max Bösenberg namhaft. Im rechten Winkel zueinander stehen zwei langrechteckige Baukörper, die durch einen imposanten, über Eck gestellten und reich verzierten Eingangsbereich verbunden sind. Das Hauptportal ist in eine ädikulaartige Architektur eingestellt, die Bösenbergs Vorliebe für die italienische Renaissancearchitektur erkennen lässt. Die rote Klinkerfassade über Natursteinsockel wird durch große Fenster rhythmisiert, verschiedene Sandsteinelemente und die Verwendung von braun glasierten Klinkern geben ihr ein dekoratives Gepräge. Im Südflügel des Gebäudes war im Erdgeschoss das Kontor von Schimmel & Co. mit Arbeitsplätzen für etwa 70 Beamte untergebracht. Darüber hinaus beherbergte das zweistöckige Gebäude Lagerräume, Druckerei, Tischlerei, eine eigene Zollstation der Firma und Empfangsräumlichkeiten. In den 1930er Jahren erfolgte der hofseitige Anbau eines weiteren Gebäudeflügels, der sich in seiner architektonischen Grundhaltung und Stilistik vollkommen dem Hauptbau anpasste. Kleinere Umbaumaßnahmen wurden durch die Architekten Zweck und Voigt zudem in den Hauptbüroräumen sowie am Archiv durchgeführt, im Südflügel wurde ein zusätzliches Treppenhaus eingerichtet. In die sechs Meter hohen Räume des Kontors zog man 1970 eine Zwischendecke ein. Seit seiner grundlegenden Sanierung in den Jahren nach 2000 beherbergt das ehemalige Verwaltungsgebäude heute sowohl Gewerberäume als auch Wohneinheiten. Es ist ein wesentlicher Bestandteil des Gesamtkomplexes aus Fabrikgelände und werkseigener Wohnsiedlung, der seit seiner Entstehungszeit im Wesentlichen unverändert erhalten geblieben ist. Der imposante historistische Bau besitzt aufgrund seiner überzeugenden architektonischen Gestaltung baugeschichtlichen und künstlerischen Wert. Hinzu kommt seine städtebauliche und ortsgeschichtliche Bedeutung. Letztere ist auf das Engste mit der Firma Schimmel & Co. verbunden, die zu Beginn des 20. Jahrhunderts als weltweit führendes Unternehmen im Bereich der Herstellung ätherischer Öle und Essenzen entscheidenden Einfluss auf die Entwicklung des Ortes Miltitz nahm. LfD/2012 | 09259942 |
| Weitere Bilder                          | Villa                                                                    | Geschwister-Scholl-Straße 23 (Karte)            | 1900–1901 (Villa) | Einzeldenkmal der Sachgesamtheit Werkssiedlung Schimmel & Co. (Obj. 09304474): Villa mit Einfriedung sowie Villengarten; Putzfassade, Fachwerk im Dachgeschoss, Beamtenvilla, Architekt: Max Bösenberg, Bestandteil der Werkskolonie, baugeschichtlich, ortsgeschichtlich und städtebaulich von Bedeutung. Im Zentrum der Wohnsiedlung für Arbeiter und Beamte der Firma Schimmel & Co, gegenüber der Fabrikanlage und unmittelbar neben dem Verwaltungsgebäude, entstand die größte und eindrucksvollste Villa der gesamten Werkskolonie. Geplant wurde sie als Wohnort für den Fabrikdirektor. Da dieser jedoch weiterhin seinen Gohliser Wohnsitz bevorzugte, mietete sich der Chemiker Carl Freiherr von Rechenberg, einer der wichtigsten und einflussreichsten Männer des Miltitzer Unternehmens und anerkannter Wissenschaftler, ein. Als Bauherr ist – wie für die gesamte Wohnkolonie – die Firma Schimmel & Co aktenkundig, entworfen und errichtet wurde das Gebäude vom Leipziger Architekten Prof. Max Bösenberg bereits in der Gründungsphase der Siedlung zwischen 1900 und 1901. Zu dem zweigeschossigen Gebäude mit Vorgarten und Einfriedung gehörte ursprünglich auch ein rückwärtig gelegenes, größeres Grundstück mit parkähnlicher Gestaltung und einem zur Rosenstr. hin gelegenen Nutzgarten. Die Villa mit Putzfassade über Natursteinsockel lässt sich durch die Verwendung von Fachwerk im Obergeschoss und in den Giebeln sowie straßenseitig von rotem Porphyrtuff als Fenstergewände und für die Sohlbänke stilistisch dem Heimatstil zuordnen. Die vielgliedrige Dachlandschaft ist heute durch das Fehlen ihrer originalen Schornsteinaufbauten, ihrer Türme und einer Welschen Haube ihres lebendigen Eindrucks beraubt. Dennoch ist sie ein wichtiges Zeugnis für das architektonische Schaffen Bösenbergs und architekturgeschichtlich von Bedeutung. Als einzigartiger Bestandteil der Werkssiedlung ist der Bau von städtebaulicher und ortsgeschichtlicher Bedeutung. LfD/2012 | 09259525 |
| Weitere Bilder                          | Doppelwohnhaus                                                           | Geschwister-Scholl-Straße 25; 27 (Karte)        | 1906–1907 (Doppelwohnhaus) | Einzeldenkmal der Sachgesamtheit Werkssiedlung Schimmel & Co. (Obj. 09304474): Doppelwohnhaus in offener Bebauung; Putzfassade, Beamtendoppelhaus, Bestandteil der Werkskolonie, baugeschichtlich, ortsgeschichtlich und städtebaulich von Bedeutung. Im Juni 1906 beantragt die Firma Schimmel & Co. als Bauherr die Genehmigung zur Errichtung eines Beamtendoppelwohnhauses nach dem Entwurf von Prof. Max Bösenberg, der auch als Bauleiter fungiert. Bereits einen Monat später wird der Bau bewilligt und im Dezember der Rohbau fertig gestellt. Im Juni 1907 kann Bösenberg um die Schlussabnahme bitten und im August wird die Ingebrauchnahme gestattet. Damit zählt das Doppelhaus, an dem sich Einflüsse verschiedener Stilrichtungen vereinen, zu den sukzessiven Erweiterungen, die die Werkssiedlung der Firma Schimmel & Co. nachträglich erfahren hat. Das asymmetrische Gebäude besitzt oberhalb eines umlaufenden Natursteinsockels eine überaus variantenreiche Fassadengestaltung, die vor allem auf der Rückseite aus Ziegelmauerwerk, im Übrigen aus geputzten Wandflächen mit einer Gliederung aus Rustika- oder Ziegelmauerwerk besteht. Im Obergeschoss und am Giebel der Nummer 25 fand darüber hinaus Fachwerk Verwendung. Das Wohnhaus ist exemplarisch für die Vielfältigkeit des architektonischen Schaffens Bösenbergs und als Bestandteil der Werkskolonie darüber hinaus städtebaulich und ortsgeschichtlich von Bedeutung. LfD/2012 | 09259526 |
| Weitere Bilder                          | Doppelwohnhaushälfte                                                     | Geschwister-Scholl-Straße 29 (Karte)            | 1900–1901 (Doppelhaushälfte)                                                                                                   | Einzeldenkmal der Sachgesamtheit Werkssiedlung Schimmel & Co. (Obj. 09304474): Hälfte eines Doppelwohnhauses (mit Georg-Reichardt-Straße 1) in offener Bebauung; Arbeiterdoppelhaus, Putzfassade, Fachwerk, Bestandteil der Werkskolonie, baugeschichtlich, ortsgeschichtlich und städtebaulich von Bedeutung. Das eingeschossige Gebäude in offener Bebauung wurde als Wohnhaus mit Vorgarten und Garten für Beschäftigte der Schimmelschen Werke in unmittelbarer Nähe zu den Fabrikanlagen errichtet. Es besitzt Satteldach, Zwerchgiebel und Gaupen sowie eine ansprechend gestaltete Putzfassade mit Klinkergliederung und Fachwerk im ausgebauten Dachgeschoss. Als Doppelhaus konzipiert, bietet es mit seinem symmetrisch gestalteten Grundriss und zwei separaten, rückwärtig gelegenen Eingangsbereichen Platz für zwei Familien. Das Bauwerk ist Bestandteil der Arbeiter- und Beamtensiedlung, die im Auftrag der Firma Schimmel & Co. in den Jahren 1900 bis 1901 nach den Entwürfen des Leipziger Architekten Prof. Max Bösenberg errichtet wurde. Er entwickelte drei verschiedene Typen von Doppelhäusern für Arbeiter, wobei das Gebäude an der Ecke Georg-Reichardt-Straße/Geschwister-Scholl-Straße als sogenannter Typ A (später Typ II) eine kleine Variante mit 121 m² Grundfläche repräsentiert. Als Bestandteil der Werkssiedlung ist es von baugeschichtlicher, städtebaulicher und ortsgeschichtlicher Bedeutung. LfD/2012 | 09259545 |
| Weitere Bilder                          | Doppelwohnhaus                                                           | Geschwister-Scholl-Straße 31; 33 (Karte)        | 1900–1901 (Doppelwohnhaus) | Einzeldenkmal der Sachgesamtheit Werkssiedlung Schimmel & Co. (Obj. 09304474): Doppelwohnhaus in offener Bebauung; Putzfassade, Fachwerk, Arbeiterdoppelhaus, Bestandteil der Werkskolonie, baugeschichtlich, ortsgeschichtlich und städtebaulich von Bedeutung. Das eingeschossige Gebäude in offener Bebauung mit Vorgarten wurde als Wohnhaus für Beschäftigte der Schimmelschen Werke in unmittelbarer Nähe zu den Fabrikanlagen errichtet. Es besitzt Walmdach, Zwerchgiebel und Schleppgaupen sowie eine ansprechend gestaltete Putzfassade mit Klinkergliederung und Fachwerk im ausgebauten Dachgeschoss. Als Doppelhaus konzipiert, bietet es mit seinem symmetrisch gestalteten Grundriss und zwei separaten, rückwärtig gelegenen Eingangsbereichen Platz für zwei Familien. Das Bauwerk ist Bestandteil der Arbeiter- und Beamtensiedlung, die im Auftrag der Firma Schimmel & Co. in den Jahren 1900 bis 1901 nach den Entwürfen des Leipziger Architekten Prof. Max Bösenberg errichtet wurde. Er entwickelte drei verschiedene Typen von Doppelhäusern für Arbeiter, wobei die Geschwister-Scholl-Straße 31/33 Variante B repräsentiert, die insgesamt fünfmal zur Ausführung kam. Sie vereint gestalterische Merkmale der beiden 1907 in einer Firmenschrift von Schimmel & Co als Typen A und C bezeichneten Hausentwürfe. Das Gebäude aus der Gründungszeit der Werkskolonie ist trotz der entstellenden Veränderung der Fenster an der Hausnummer 33 und dem rückwärtigen Anbau zu Wohnzwecken an Nummer 31 von baugeschichtlicher, städtebaulicher und ortsgeschichtlicher Bedeutung. LfD/2012 | 09259527 |
| Weitere Bilder                          | Werksgelände der Aromafabrik Schimmel & Co., Einzeldenkmale              | Geschwister-Scholl-Straße 32 (Karte)            | 1892–1893 (Fabrik), 1900–1901 (Erweiterung Fabrik), bezeichnet 1900 (Gebäude A), bezeichnet 1900 (Gebäude H), 1900 (Gebäude G) | Einzeldenkmale der Sachgesamtheit Werksgelände der Aromafabrik Schimmel & Co. (Obj. 09300685): Fabrikgebäude, Kesselhaus, Laborgebäude, Werkstattgebäude, Arbeiterkasino, Transformatorenhaus und Einfriedung; Fabrikgebäude ein roter Klinkerbau, Denkmal der Industriegeschichte, ortshistorisch und städtebaulich von Bedeutung. Gebäude A – Hauptfabrikationsgebäude: Als erster und größter Bau der neuen Fabrikanlage mit 2200 m² Grundfläche wurde das Hauptfabrikationsgebäude (bezeichnet 1900) errichtet, das mit einem acht Meter hohen Saal im Erdgeschoss der Destillation ätherischer Öle aus pflanzlichen Rohmaterialien diente. Im ersten Obergeschoss war ein weiterer Saal für Hilfsmaschinen, im 2. Obergeschoss ein Lager für Rohstoffe untergebracht. Das repräsentative Backsteingebäude stammt aus der Hauptbauphase der Werksanlage um 1900/1901, die unter der Leitung des Leipziger Architekten Max Bösenberg projektiert wurde. Ein Mittelrisalit mit seitlich angeordneten Türmen betont die nach Süden ausgerichtete Schauseite des Bauwerks. Die Fassadengliederung mit größenmäßig gestaffelten Rundbogenfenstern (ursprünglich mit Stahlprofilen), Blendbögen, grünen Zierklinkern, Zinnen und Kreuzfriesen sowie Deutschem Band wiederholt sich auf allen Seiten, auch an der fünfachsigen höhengestaffelten Straßenfront. Durch die gestalterische Qualität der entfernt an den mittelalterlichen Burgenbau erinnernden historistischen Architektur ergibt sich eine baugeschichtliche Bedeutung. Darüber hinaus ist das Gebäude A als Teil der Sachgesamtheit des Werksgeländes der Firma Schimmel & Co ein wichtiges Zeugnis für die Industrialisierung des Ortes und von städtebaulichem Wert. Gebäude C – Wissenschaftliche Abteilung: Im sogenannten Laboratorium war die Wissenschaftliche Abteilung der Firma Schimmel & Co untergebracht. Im hinteren Bereich des Fabrikgeländes gelegen, beherbergte das Backsteingebäude Laboratorien für 15 Chemiker, eine Bibliothek (heute im Neubau untergebracht) sowie mehrere Sammlungssäle für Drogen und chemische Präparate. Die wissenschaftlichen Forschungen, die hier zur Entwicklung synthetischer Herstellungsverfahren von Ölen und Essenzen sowie zur Verbesserung bereits angewandter Fabrikationsmethoden betrieben wurden, begründeten und festigten die Vormachtstellung von Schimmel & Co auf dem Weltmarkt, woraus sich ein besonderer wissenschaftsgeschichtlicher Wert des Gebäudes ergibt. Hinzu kommt eine architekturgeschichtliche und im Hinblick auf die Sachgesamtheit des Werksgeländes der Firma Schimmel & Co. eine städtebauliche und ortsgeschichtliche Bedeutung. Das repräsentative Bauwerk mit einem risalitartig nach Osten vorspringenden Turm wurde 1900/1901 errichtet und bediente sich der gleichen Architektursprache wie die anderen Gebäude der Hauptbauphase der Werksanlage, welche unter der Leitung des Leipziger Architekten Max Bösenberg projektiert wurde. Nicht mehr erhalten ist der Zinnenkranz mit Ecktürmchen auf dem Turm, das Obergeschoss ist durch einen DDR- zeitlichen Umbau entstellt. Gebäude G – Kesselhaus: Direkt gegenüber dem Hauptfabrikgebäude wurde in den Jahren 1900 bis 1902 ein Kesselhaus errichtet, das mit seinen zwölf kohlebetriebenen Kesseln den gesamten Fabrikkomplex mit Dampfkraft versorgte. Die reich gegliederte und zweigeschossig ausgebildete Hauptfassade des langgestreckten Baukörpers besitzt einen Mittelrisalit mit Dreiecksgiebel, rückwärtig schließt eine eingeschossige Halle mit paarweise zwischen Pilastern angeordneten Rundbogenfenstern an. Mittig im Baukörper angeordnet war ein 60 Meter aufragender Schornstein (nicht erhalten). Zu Beginn der 1970er Jahre erfolgte der Einbau von zwei weiteren Kessel, um die Dampfversorgung der Fabrikanlage sicherzustellen. Die Architektur des repräsentativen Backsteinbaus lehnt sich gestalterisch eng an die anderen Fabrikgebäude an, die nach der Projektion des Leipziger Architekten Max Bösenberg zu Beginn des 20. Jahrhunderts in Kleinmiltitz entstanden sind. Als Bestandteil der Sachgesamtheit des Werksgeländes der Firma Schimmel & Co ergibt sich für den Bau eine technikgeschichtliche und städtebauliche Bedeutung. Als wichtiges Zeugnis der Industrialisierung ist er zudem von besonderem Wert für die Entwicklungsgeschichte des Ortes. Gebäude H – Empfangsgebäude: Das Gebäude H markiert mit seiner Lage direkt an der Geschwister-Scholl-Straße den Hauptzugang zum Fabrikgelände der Fa. Schimmel & Co. In dem repräsentativen Backsteinbau waren Räumlichkeiten für einen Pförtner und einen Arzt, sowie Garderoben und ein Esssaal untergebracht. Der zweigeschossige, kompakte Baukörper mit aufgesetztem zinnenartigen Kranz und Ecktürmen stammt aus der Hauptbauphase der Werksanlage um 1900/1901, die unter der Leitung des Leipziger Architekten Max Bösenberg projektiert wurde. Bemerkenswert ist die Verwendung von Sandsteinblöcken im Sohlbank- und Kämpferbereich der Rundbogenfenster, die nur an diesem Bau des Werksgeländes Verwendung fand und im Zusammenhang mit der architektonischen Gestaltung des gegenüberliegenden Verwaltungsgebäudes zu verstehen ist. Das Empfangsgebäude ist als Teil der Sachgesamtheit des Werksgeländes der Firma Schimmel & Co von städtebaulicher und ortsgeschichtlicher Bedeutung. Gebäude K – Destillationsgebäude: Die Fa. Schimmel & Co., ein Unternehmen für die Herstellung ätherischer Öle und Essenzen nutzte bereits seit den 1880er Jahren die Felder der Miltitzer Gegend zum Rosenanbau und errichtete kleinere Gebäude zur Verarbeitung der frischen Blüten. Aus dieser Zeit stammt das sogenannte Gebäude K (bezeichnet 1892), welches heute das älteste noch auf dem Werksgelände erhaltene Bauwerk ist. Zusammen mit der vermutlich etwa zeitgleich entstandenen Einfriedung setzt sich das langgestreckte Gebäude durch die dekorative Verwendung gelber Klinkersteine gestalterisch von den späteren Backsteinbauten ab und stellt das einzige bauliche Zeugnis aus der Zeit vor der Übersiedlung der Leipziger Firma nach Kleinmiltitz dar. Der eingeschossige giebelständige Bau mit Satteldach und umlaufenden Segmentbogenfenstern ist deutlich kleiner und zurückhaltender gestaltet als die nachfolgenden Backsteinbauten, die zum Großteil um die Jahrhundertwende unter der Leitung des Leipziger Architekten Max Bösenberg entstanden. Als Teil der Sachgesamtheit Werksgelände der Firma Schimmel & Co. besitzt das Gebäude K eine besondere Bedeutung als Zeugnis für die frühe Industrialisierung des Ortes und ist darüber hinaus von städtebaulichem und baugeschichtlichem Wert. Gebäude R – Fabrikationsgebäude: Um 1908 erfuhr die Fabrikanlage der Fa. Schimmel & Co. mit einem zweiten Kesselhaus (Gebäude S, abgebrochen) und einer zusätzlichen, großen Fabrikationshalle (Gebäude R) eine beträchtliche Erweiterung nach Norden. Beide Backsteinbauten griffen mit ihrer Fassadengestaltung in reduzierter Form auf die Architektursprache und Zierelemente der in der Hauptbauphase der Werksanlage zu Beginn des Jahrhunderts entstandenen Gebäude zurück. Die Straßenfront des neuen Destillationsgebäudes R (bezeichnet 1908) lehnt sich deutlich an die Seitenfassade des Hauptbaus A an und wiederholt deren Fünfachsigkeit und die Höhenstaffelung. Das Gebäude repräsentiert als bauliches Zeugnis die erste große Erweiterungsphase der Werksanlage von Schimmel & Co. und besitzt als Bestandteil dieser Sachgesamtheit städtebauliche, industriegeschichtliche und ortshistorische Bedeutung. Kasino II Johann Kökert, Bevollmächtigter des landwirtschaftlichen Kreditvereins in Dresden, beantragt den Bau eines Wohn- und eines Stallgebäudes auf seinem Miltitzer Grundstück im Jahre 1887. Entwurf und Ausführung besorgt der Bauunternehmer H. Louis Leisebein aus dem benachbarten Lindennaundorf. Bereits ein Jahr später wird die Ingebrauchnahme des eingeschossigen Backsteinbaus mit Natursteinsockel, Putzfassade, rückwärtigem Eingang und Satteldach genehmigt. 1922 steht das Flurstück zum Verkauf und wird durch Schimmel & Co. zur Erweiterung ihres Fabrikgeländes erworben. Die Firma stellt 1935 den Antrag zur „Umgestaltung des bisherigen Wohnhauses zu einem Arbeiter-Wohlfahrtsgebäude als Erweiterung der Arbeiter-Wohlfahrtsanlage auf dem angrenzenden Fabrikareal“. Entwurf, Bauleitung und Ausführung des in der Folgezeit als Kasino II bezeichneten Baus liegen in den Händen der Leipziger Architekten Zweck und Voigt, die an seinem äußeren Erscheinungsbild keine Veränderungen vornehmen. Nach Beendigung der Arbeiten 1936 beherbergt das ehemalige Wohnhaus zwei Ess- und Aufenthaltsräume für je 30 Personen, zwei Ruheräume und vier Garderoben mit Waschräumen. Der Stall wird zum Abortgebäude umgebaut (nicht erhalten). Das Kasino II ist das älteste erhaltene Gebäude nördlich der Bahnlinie und Zeugnis für die sukzessive Erweiterung des Ortes Großmiltitz im ausgehenden 19. Jahrhunderts. Es besitzt ortshistorische und baugeschichtliche Bedeutung. LfD/2012 | 09300684 |
| Weitere Bilder                          | Doppelwohnhaus                                                           | Geschwister-Scholl-Straße 35; 37 (Karte)        | 1900–1901 (Doppelwohnhaus) | Einzeldenkmal der Sachgesamtheit Werkssiedlung Schimmel & Co. (Obj. 09304474): Doppelwohnhaus in offener Bebauung; Putzfassade, Fachwerk, Arbeiterdoppelhaus, Bestandteil der Werkskolonie, baugeschichtlich, ortsgeschichtlich und städtebaulich von Bedeutung. Das eingeschossige Wohnhaus in offener Bebauung mit Vorgarten wurde für Beschäftigte der Schimmelschen Werke und ihre Familien errichtet. In unmittelbarer Nähe zu den Fabrikanlagen entstand im Auftrag der Firma Schimmel & Co in den Jahren 1900 bis 1901 eine Arbeiter- und Beamtensiedlung nach den Entwürfen des Leipziger Architekten Prof. Max Bösenberg. Er entwickelte drei verschiedene Typen von Doppelhäusern für Arbeiter, wobei die Geschwister-Scholl-Straße 35/37 die Variante B repräsentiert, die insgesamt fünfmal zur Ausführung kam. Sie vereint gestalterische Merkmale der beiden 1907 in einer Firmenschrift von Schimmel & Co als Typen A und C bezeichneten Hausentwürfe. Das Gebäude besitzt einen völlig symmetrischen Baukörper mit zwei separaten, rückwärtig gelegenen Eingangsbereichen, Walmdach, Zwerchgiebel und Schleppgaupen sowie eine ansprechend gestaltete Putzfassade, die sich durch eine rahmende Klinkergliederung und Fachwerk im ausgebauten Dachgeschoss auszeichnet. Das Gebäude stammt aus der Gründungszeit der Werkssiedlung und ist als ihr Bestandteil trotz der entstellenden Veränderung der Fenster von baugeschichtlicher, städtebaulicher und ortsgeschichtlicher Bedeutung. LfD/2012 | 09259528 |
| Weitere Bilder                          | Doppelwohnhaushälfte                                                     | Geschwister-Scholl-Straße 39 (Karte)            | 1900–1901 (Doppelhaushälfte)                                                                                                   | Einzeldenkmal der Sachgesamtheit Werkssiedlung Schimmel & Co. (Obj. 09304474): Hälfte eines Doppelwohnhauses (mit Friedrich-Ludwig-Jahn-Straße 1) in offener Bebauung; Putzfassade, Fachwerk, Arbeiterdoppelhaus, Bestandteil der Werkskolonie, baugeschichtlich, ortsgeschichtlich und städtebaulich von Bedeutung. Das eingeschossige Doppelwohnhaus in offener Bebauung mit Vorgarten und Garten wurde für Beschäftigte der Schimmelschen Werke und ihre Familien errichtet. In unmittelbarer Nähe zu den Fabrikanlagen entstand im Auftrag der Firma Schimmel & Co in den Jahren 1900 bis 1901 eine Arbeiter- und Beamtensiedlung nach den Entwürfen des Leipziger Architekten Prof. Max Bösenberg. Er entwickelte drei verschiedene Typen von Doppelhäusern für Arbeiter, wobei der Bau in Ecklage Friedrich-Ludwig-Jahn-Straße/Geschwister-Scholl-Straße Variante B repräsentiert, die insgesamt fünfmal zur Ausführung kam. Sie vereint gestalterische Merkmale der beiden 1907 in ein er Firmenschrift von Schimmel & Co als Typen A und C bezeichneten Hausentwürfe. Das Gebäude besitzt einen völlig symmetrischen Baukörper mit zwei separaten, rückwärtig gelegenen Eingangsbereichen, Walmdach, Zwerchgiebel und Schleppgaupen sowie eine ansprechend gestaltete Putzfassade, die sich durch eine rahmende Klinkergliederung und Fachwerk im ausgebauten Dachgeschoss auszeichnet. Das Gebäude stammt aus der Gründungszeit der Werkssiedlung und ist als ihr Bestandteil trotz der entstellenden Veränderung der Fenster von städtebaulicher und ortsgeschichtlicher Bedeutung. LfD/2012 | 09259529 |
| Direkt Bild zu diesem Denkmal hochladen | Wohnhaus (ehemalige Schützenhaus)                                        | Geschwister-Scholl-Straße 44 (Karte)            | 1910–1911 (Schützenhaus) | Wohnhaus in offener Bebauung, ehemalige Schießhalle einer Fabrik; am Ortsausgang nach Frankenheim, Putzfassade, Bau von ortsgeschichtlicher Bedeutung, Erinnerungswert, seltenes Zeugnis für die Unternehmerkultur zu Beginn des 20. Jahrhunderts. Das markante, am nördlichen Ortsrand von Miltitz gelegene Gebäude wurde in den Jahren 1910 bis 1911 als Schützenhalle im Auftrag der Firma Schimmel & Co. für Mitarbeiter und eine Schützengesellschaft errichtet. Entwurf und Ausführung besorgte der Architekt Reinhard Lange, der um 1910 als Nachfolger Max Bösenbergs mit der Planung der werkseigenen Bauten des Miltitzer Unternehmens betraut war. Das eingeschossige Gebäude mit geschweiftem Walmdach ist ein architektonisches Kleinod von ortshistorischer und baugeschichtlicher Bedeutung, das seit seiner Sanierung Ende der 1990er Jahre privaten Wohnzwecken dient. Die Putzfassade über einem Natursteinsockel besitzt mit ihren runden Fenstern und roten Porphyrtuffgewänden einen besonders dekorativen Charakter. Im Zwerchgiebel über dem ehemaligen Haupteingang an der Straßenseite prangt als Verweis auf die Funktion des Baues ein Stuckrelief mit gekreuzten Gewehren und einer Armbrust. Besonders erwähnenswert ist die Schablonenmalerei am hölzernen Traufgesims. LfD/2012 | 09259553 |
| Direkt Bild zu diesem Denkmal hochladen | Schule                                                                   | Großmiltitzer Straße 4 (Karte)                  | im Kern 1889 (Schule), Umbau 1929 (Schule), 1934–1935 (Einfriedung)                                                            | Schule mit Einfriedung und Vorgarten; Putzfassade, Bau von sozialgeschichtlicher Bedeutung, Erinnerungswert. Der zweigeschossige Winkelbau mit Putzfassade an der Kreuzung Schulstraße/Auenweg entstand in seiner jetzigen Kubatur durch den mehrfachen Ausbau eines 1889 am damaligen südlichen Dorfende von Großmiltitz errichteten Schulgebäudes. Nach einer ersten Erweiterung 1902 wurde im Jahr 1929 die Baugenehmigung zur Errichtung eines heute straßenbildprägenden Kopfgebäudes erteilt, das einerseits zusätzliche Räumlichkeiten für Unterrichtszwecke schuf und andererseits die Möglichkeit bot, im Dachgeschoss zwei Wohnungen für Lehrer unterzubringen. Unter der Bauleitung des Architekten August Stehmann entstand dieser Anbau im Süden des bestehenden Baukörpers (kleine Fenster im Obergeschoss). Er erfuhr mit großen Fensterflächen, einem Walmdach und zwei repräsentativen Eingangsportalen mit über Eck gestellten Ziegelpfeilern eine herausgehobene leicht expressionistische Gestaltung. Die Schule in offener Bebauung mit Vorgarten besitzt in ihrem Inneren noch das originale Treppenhaus, die quadratischen Ziegelpfeiler der Grundstückseinfriedung entlang der Schulstraße stammen aus dem Jahre 1935. Bereits seit dem Ende des 19. Jahrhunderts dient das Gebäude beiden Miltitzer Ortsteilen als Schule und besitzt damit sowohl orts- als auch sozialgeschichtliche Bedeutung. Ohne Denkmalwert die Anbauten der 1990er Jahre: rückwärtig angesetzter Westflügel mit verglastem Treppenhaus. LfD/2012 | 09259578 |
| Direkt Bild zu diesem Denkmal hochladen | Vierseithof                                                              | Miltitzer Dorfstraße 1 (Karte)                  | 1897–1898 (Bauernhaus), 1903–1904 (Seitengebäude), 1879 (Schweinestall), 1922 (Seitengebäude)                                  | Wohnhaus, zwei Seitengebäude und Scheune, sowie Mistgrube, Hofpflaster und Toranlage (mit Pforte) eines Vierseithofes; ortsbildprägende Hofanlage, die den alten Ortskern nach außen hin abschließt, Zeugnis der bäuerlichen Bau- und Lebensweise des 19. Jahrhunderts in Ziegelbauweise, baugeschichtlich und ortsgeschichtlich von Bedeutung. Die markante Hofanlage mit Wohnhaus, Ställen, Scheune, Hoftor mit Pforte, Mistgrube sowie Hofpflaster liegt im alten Dorfkern von Großmiltitz und verweist auf den Ursprung des Ortes als bäuerliche Ansiedlung. In ihren Wurzeln noch weiter zurückreichend ist sie als Dreiseithof mindestens seit 1806 belegt (Sächsisches Meilenblatt). Durch eine beinahe vollständige Erneuerung der Hofbestandteile und Neubauten im letzten Viertel des 19. Jahrhunderts wird die Anlage zum Vierseithof erweitert und erhält ein Erscheinungsbild, das sich vor allem durch seine unverputzte und auf Zweckmäßigkeit ausgerichtete Ziegelarchitektur auszeichnet. Die Familie Witsche lässt 1873/74 an der Südostecke des Hofes einen neuen Stall errichten, 1879 und 1880 folgen ein weiterer Stall für Schweine sowie die Erweiterung des im Westen gelegenen Scheunengebäudes. Oskar Witsche beantragt 1897 die Genehmigung für ein neues Wohnhaus an der Stelle des alten Stalltraktes im Ostteil des Grundstücks. Nach geringfügigen Planänderungen wird der teilunterkellerte, zweigeschossige und sechsachsige Bau mit Satteldach ein Jahr später vollendet und die Ingebrauchnahme gestattet. Er hebt sich von den umgebenden Gebäuden durch Natursteinsockel, Sohlbänke aus Sandstein und sparsame Schmuckelemente (Fensterstürze aus gelben Ziegeln, Deutsches Band als Fassadengliederung) ab. Anstelle des alten Wohnhauses im Norden erbaut die Familie 1903/04 ein neues Wirtschaftsgebäude mit Schweine- und Kuhstall im Erdgeschoss, Heu- und Strohboden im Obergeschoss. Im Jahr 1922 wird der Stall erneuert. Der Vierseithof mit straßenbildprägender und ortsgeschichtlicher Bedeutung ist ein Zeugnis der bäuerlichen Bauweise des ausgehenden 19. Jahrhunderts im Leipziger Umland. Im Zusammenspiel mit den benachbarten, ebenfalls denkmalwerten Hofanlagen ergibt sich für den Großmiltitzer Dorfkern ein markantes Gebäudeensemble mit schlichter, lokaltypischer Gestaltung. LfD/2012 | 09259577 |
| Direkt Bild zu diesem Denkmal hochladen | Vierseithof                                                              | Miltitzer Dorfstraße 3 (Karte)                  | 1. Hälfte 19. Jh. (Bauernhaus), bezeichnet 1889 (Seitengebäude)                                                                | Wohnhaus, Seitengebäude und Scheune, sowie Toranlage (mit Pforte), Hofpflaster und Mistgrube eines Vierseithofes; ortsbildprägende Hofanlage, Wohnhaus schlichter Putzbau mit Krüppelwalmdach, Obergeschoss vermutlich Fachwerk, Stallgebäude ein Ziegelbau, Scheune teilweise in Lehmbauweise, Zeugnis der ländlichen Bau- und Lebensweise, baugeschichtlich und ortsgeschichtlich von Bedeutung. Der straßenbildprägende Vierseithof reicht in seinen Ursprüngen mindestens bis ins 18. Jahrhundert zurück und befindet sich im alten Dorfkern von Großmiltitz. Die heute vorhandene Bausubstanz stammt mehrheitlich aus der Zeit um 1880 und umfasst neben dem gestalterisch hervorgehobenen Wohnhaus mit Putzfassade und Krüppelwalmdach mehrere Nebengebäude in zeittypischer, auf Funktionalität ausgerichteter Formensprache. Durch eine Toreinfahrt mit Pforte ist das giebelständige, zweistöckige Wohnhaus mit dem traufständigen Stallgebäude (bezeichnet 1889) verbunden. Der unverputzte Ziegelbau (über Natursteinsockel) mit Gesindestuben im Obergeschoss zeigt eine schlichte Fassadengliederung mit Deutschem Band und im Giebelfeld eine rundbogige Zweifenstergruppe. Gegenüber der Hofzufahrt liegt die Scheune mit ihrem großen zweiflügeligen Holztor. Sie ist vermutlich das älteste Gebäude der Hofanlage, da sie teils aus Ziegeln, teils noch aus Lehm und Stroh (Wellertechnik) errichtet wurde. Das alte Hofpflaster und eine Mistgrube komplettieren die Ausstattung des Gehöfts, das als bedeutsames Zeugnis für ländliche Bau- und Lebensweise die Erinnerung an die Anfänge von Großmiltitz als bäuerliche Ansiedlung bewahrt. Durch seine Lage an der alten Zufahrt zum ehemaligen Sackgassendorf und im Zusammenspiel mit den benachbarten, ebenfalls denkmalwerten Hofanlagen ergibt sich eine besondere ortsgeschichtliche Bedeutung. LfD/2012 | 09259576 |
| Direkt Bild zu diesem Denkmal hochladen | Vierseithof                                                              | Miltitzer Dorfstraße 5 (Karte)                  | 1868, später überformt (Bauernhaus), 1883 (Seitengebäude), 1883 (Scheune)                                                      | Wohnhaus, zwei Seitengebäude und Scheune sowie zwei Toreinfahrten, Hofpflaster und Mistgrube eines Vierseithofes; Wohnhaus des 19. Jahrhunderts mit Putzdekoration des 20. Jahrhunderts, ein Seitengebäude Ziegelbau, Scheune und zweites Seitengebäude teilweise in Lehmbauweise, einer der wenigen erhaltenen Vierseithöfe des historischen Großmiltitzer Ortskernes, Zeugnis der bäuerlichen Bau- und Lebensweise, baugeschichtlich und ortsgeschichtlich von Bedeutung. Durch die Zusammenlegung zweier kleinerer, benachbarter Gehöfte, die ihrerseits mindestens bis ins 18. Jahrhundert zurückreichen, entstand in der 2. Hälfte des 19. Jahrhunderts ein markanter Vierseithof mit traufständigem Wohnhaus, der in seinen Dimensionen die benachbarten, ebenfalls denkmalwerten Hofanlagen übertrifft. Stallgebäude und Scheune des nördlichen Hofteils wurden im Auftrag des Gutsbesitzers und Landwirts Carl Schumann 1883 abgebrochen und nach einem Entwurf des Zimmermeisters Louis Munkelt aus Miltitz als Ziegelarchitektur neu errichtet. Von straßenbildprägender Bedeutung ist besonders das von zwei Toreinfahrten mit Sandsteinpfeilern eingefasste traufständige Wohnhaus von 1868 mit Natursteinsockel, das seine heutige Größe durch einen nördlichen Anbau im Jahre 1884 erhielt. Die Fassade der Zeit um 1910 des zweigeschossigen Baus mit Satteldach ist durch aufgeputzte Lisenen und rechteckige Spiegel schlicht aber ansprechend gegliedert. Zum Hofkomplex gehören daneben ältere, noch aus Lehm errichtete Stall- und Wirtschaftsgebäude über Natursteinsockel auf der Süd- und Westseite, Hofpflaster und Mistgrube. Der Vierseithof mit ortsgeschichtlicher Bedeutung ist ein beeindruckendes Zeugnis der ländlichen Bauweise des ausgehenden 19. Jahrhunderts im stadtnahen Leipziger Umland. Zusammen mit den benachbarten Gehöften ergibt sich für den Dorfkern von Großmiltitz ein markantes Gebäudeensemble in lokaltypischer Gestaltung, das auf den Ursprung des Ortes als bäuerliche Ansiedlung verweist. LfD/2012 | 09259575 |
| Direkt Bild zu diesem Denkmal hochladen | Scheune                                                                  | Miltitzer Dorfstraße 10 (Karte)                 | 1853 (Scheune) | Scheune eines Vierseithofes; ortsbildprägendes Gebäude liegt an der Alten Burghausener Straße, große Lehmscheune, ausgeführt in Wellertechnik, baugeschichtliche Bedeutung, wissenschaftlich-dokumentarischer Wert Ein zum Großteil baulich stark überformter Vierseithof, der in seinen Ursprüngen mindestens bis in das 18. Jahrhundert zurückreicht, befindet sich am früheren östlichen Ortsrand von Großmiltitz. Im rückwärtigen Bereich dieses Hofes steht eine in ihrer Bausubstanz noch weitgehend original erhaltene Scheune (bezeichnet 1853), zu dieser Zeit ist das Gehöft im Besitz der Familie Brade nachweisbar. Der traufständig an der Alten Burghausener Straße gelegene Bau mit Wänden aus Wellerlehm wurde über einem Natursteinsockel errichtet, besitzt ein hohes Satteldach und auf seiner Rückseite schmale, liegende Belüftungsöffnungen mit einer Rahmung aus Hartholz. Die Lehmbautechnik lässt sich an der straßenbildprägenden Rückseite eindrucksvoll ablesen. Nachträglich in Ziegeln erneuert wurden die Giebel, einige Wandflächen zum Teil überputzt. Hofseitig besitzt der große Speicherbau zwei Tore. Als eines der letzten baulichen Zeugnisse dieser Art in der Region hat die Scheune über den Ort hinausreichende Bedeutung und besitzt insbesondere baugeschichtlichen sowie dokumentarischen Wert. Sie verweist auf die traditionelle bäuerliche Lehmbauweise, die das an natürlichen Steinvorkommen arme Gebiet des heutigen Nordwestsachsen bis weit in die zweite Hälfte des 19. Jahrhunderts prägte. LfD/2012 | 09259574 |
| Weitere Bilder                          | Kirchfriedhof                                                            | Miltitzer Dorfstraße 11 (bei) (Karte)           | 18. Jh. | Kirchhof mit Resten der Einfriedung; zusammen mit barocker Saalkirche (1739 errichtet), ortsgeschichtlich und architekturgeschichtlich von Bedeutung. Auf einer leichten Anhöhe in Großmiltitz wurde die heutige Dorfkirche Miltitz 1739 anstelle eines baufälligen Vorgängerbaus auf dem Gelände des bereits zu diesem Zeitpunkt bestehenden Friedhof errichtet; nur wenige Grabmale und Reste der Einfriedung entlang des Durchgangs zu Straße An der Kirchgasse sind aus der Entstehungszeit erhalten geblieben; heute wird der Kirchfriedhof noch tw. für Bestattungen von Gemeindemitgliedern genutzt. | 09259558 |
| Weitere Bilder                          | Kirche                                                                   | Miltitzer Dorfstraße 11 (bei) (Karte)           | bez. 1739 (Kirche), 1846 (Orgel)                                                                                               | als "Dorfkirche Miltitz" bezeichnet; Kirche mit Ausstattung; ist eine barocke Saalkirche mit neugotischem Turm über dem Chor, ortsgeschichtlich und architekturgeschichtlich von Bedeutung, kunsthistorisch wertvolle Ausstattung. Auf einer leichten Anhöhe in Großmiltitz wurde die Chorturmkirche 1739 anstelle eines baufälligen Vorgängerbaus errichtet. Umgeben von einem kleinen Kirchhof mit Resten der alten Einfriedungsmauer prägt sie maßgeblich das Erscheinungsbild des historischen Dorfkerns und ist heute das älteste erhaltene Gebäude im gesamten Ortsteil. Der schlichte, barocke Putzbau zeichnet sich durch seine hohen Segmentbogenfenster und eine aufgeputzte Lisenengliederung als Eckbetonung aus. Im Westen Vorhalle mit Portal aus Sandstein (am Türstock bezeichnet 1739). Als Baumeister ist Johann Christoph Steinmüller aus Großzschocher namhaft, die verlorene barocke Ausmalung der Saalkirche besorgte Johann Friedrich Gottlob Vollhagen. Aus der Erbauungszeit stammen neben der Westempore auch der Kanzelaltar (Anfang 20. Jahrhundert überfasst) und das von einem knienden Engel getragene Tauflesepult (vermutlich von Johann Christian Trothe oder aus seinem Umkreis). Einige Jahre später entstand die Orgel von Friedrich August Eckhardt (datiert 1846, umgebaut 1940/41). Im Osten vor dem geraden Chorabschluss wurde 1867 eine Sakristei angebaut, 1890 erhielt der Kirchturm mit barocker Haube seine heutige neugotische Gestalt (spitze, verschieferte Haube über oktogonalem Grundriss). Als Anfang des 20. Jahrhunderts die Einwohnerzahl in Miltitz stetig stieg, machte sich eine Vergrößerung des Kirchenraumes notwendig und es erfolgte 1908 der Anbau eines nördlichen Seitenschiffs mit der Einrichtung einer zusätzlichen Empore. Neben der Erneuerung des Gestühls kam es auch zur Neuausmalung des Kirchenraumes. Als Beförderer und Finanzier der Umbaumaßnahmen trat Ernst Fritzsche in Erscheinung, der als Inhaber der Miltitzer Firma Schimmel & Co. die bauliche und kulturelle Entwicklung des Ortes am Beginn des 20. Jahrhunderts nachhaltig prägte. Die Kirche besitzt neben ihrer besonderen Bedeutung für die Ortsentwicklungsgeschichte auch einen baugeschichtlichen und kunsthistorischen Wert. Letztere begründet sich vor allem in Hinblick auf die Innenausstattung, von der neben dem qualitätvollen barocken Tauflesepult insbesondere auch zwei Zinnleuchter Erwähnung verdienen, die noch aus der Vorgängerkirche stammen. Zur Wiederherstellung des historischen Erscheinungsbildes der Miltitzer Kirche ist die Erneuerung der Dachdeckung mit roten Biberschwänzen wünschenswert. LfD/2012 | 09259558 |
| Direkt Bild zu diesem Denkmal hochladen | Doppelmietshaus                                                          | Mittelstraße 2; 4 (Karte)                       | 1935–1937 (Doppelmietshaus) | Doppelmietshaus in offener Bebauung mit Vorgarten; schlichte Putzfassade, Walmdach, markante Treppenhäuser, ehemaliges Feierabendhaus der Fa. Schimmel & Co, in dem ehemalige Mitarbeiter ihren Lebensabend verbrachten, Erweiterungsbau zur bestehenden Werkskolonie, ortsgeschichtlich von Bedeutung Im Auftrag der Firma Schimmel & Co. fertigen die Leipziger Architekten Zweck und Voigt 1935 Entwürfe für ein Mehrfamilienhaus. Als Erweiterung der Werkssiedlung soll es ehemaligen Mitarbeitern zu Wohnzwecken zur Verfügung gestellt werden, auf der Hofseite sind Nutzgärten vorgesehen. Geplant und bis 1937 ausgeführt wird das „Feierabend-Haus für Pensionäre“ in der Art eines Doppelmietshauses mit zwei Eingängen, wobei beide Haushälften eine identische Grundrissgestaltung mit jeweils sieben Zwei- und Dreizimmerwohnungen aufweisen. Die Wohneinheiten im Erd- und Obergeschoss besitzen die gleiche Zimmeraufteilung und sind standardmäßig mit Badezimmer und Innen-WC ausgestattet. Im Dachgeschoss sind Trockenböden, Kammern und jeweils eine Zweiraumwohnungen untergebracht. Die Fassade des schlichten, auf Funktionalität ausgerichteten Gebäudes wird durch große liegende Fensterflächen geprägt und ist bis auf ein kräftig profiliertes Traufgesims weitestgehend schmucklos. Die Hauseingangstüren sind rundbogig überfangen, die Treppenhäuser springen leicht vor und durchstoßen die ehemals ungegliederte Fläche des Walmdachs. Ende der 1990er Jahre erfolgt der Ausbau des Dachgeschosses, der sich mit Gaupen und Dachflächenfenstern leider ungünstig auf die ehemals klar gegliederte und markante architektonische Gestaltung des breit gelagerten, freistehenden Baukörpers auswirkt. Neben seiner orts- und sozialhistorischen Bedeutung ist das Feierabendhaus auch als baugeschichtliches Zeugnis von besonderem Wert. LfD/2012 | 09259560 |
| Direkt Bild zu diesem Denkmal hochladen | Wohnhaus                                                                 | Mittelstraße 5 (Karte)                          | 1906–1907 (Wohnhaus) | Wohnhaus und Pfeiler der Toreinfahrt eines ehemaligen Bauernhofes; Putzfassade, ortsbildcharakterisierender Wohnhausbau einer Hofanlage mit qualitätvoller Innenausstattung, baugeschichtlich von Bedeutung Der Abbruch des alten und die Errichtung eines neuen Wohnhauses auf dem Grundstück des Gutsbesitzers Arthur Steyer werden zusammen am 19. Februar 1907 genehmigt. Ein Entwurf für dieses Projekt stammt bereits aus dem Jahr 1906 und gelangt bis November 1907 zur Ausführung. Der mit dem Bauherrn verwandte Eduard Steyer, Baumeister aus Leipzig-Plagwitz, zeigt sich für die Planung und die Errichtung des Backsteingebäudes verantwortlich. Im August 1910 wird die Aufstockung des Gebäudes und damit der Ausbau des Dachgeschosses für Wohnzwecke beantragt. Die schlichte Putzfassade des zweigeschossigen Wohnhauses erfährt straßenseitig lediglich durch die farblich abgesetzten Putzfaschen der Fenster und das Sichtfachwerk im Dreiecksgiebel eine Aufwertung (im Zuge der jüngsten Sanierung überputzt). Dagegen ist die Hofseite deutlich repräsentativer gestaltete und mit mehreren, über Freitreppen erreichbaren Eingängen sowie einem großen, dreiflügeligen Rundbogenfenster mit farbiger Bleiverglasung im Obergeschoss versehen. Das Wohnhaus im alten Dorfkern von Kleinmiltitz ist Teil einer aus dem 19. Jahrhundert überkommenen Hofstruktur und besitzt ortsbildprägende Bedeutung. Darüber hinaus ergibt sich durch seine zum Teil erhaltene Originalausstattung mit Türen, Treppenhaus und Wandvertäfelungen auch ein baugeschichtlicher Wert. LfD/2012 | 09259571 |
| Direkt Bild zu diesem Denkmal hochladen | Wohnhaus                                                                 | Mittelstraße 8 (Karte)                          | um 1860 (Bauernhaus) | Wohnhaus mit Einfriedung und Toranlage (mit Pforte) eines Bauernhofes; schlichte Putzfassade, einer der wenigen erhaltenen Lehmbauten im Ort, baugeschichtlich von Bedeutung | 09304449 |
| Weitere Bilder                          | Postmeilensäule                                                          | Mittelstraße 10 (bei) (Karte)                   | bezeichnet 1732 (Viertelmeilenstein) / 1722 (Ganzmeilenstein)                                                                  | Reststücke eines Viertelmeilensteins und einer Ganzmeilensäule in einer Grundstücksmauer, verkehrsgeschichtlich von Bedeutung. In der Grundstücksmauer des Grundstücks Mittelstraße 10 sind Reststücke einer Ganzmeilensäule und eines Viertelmeilensteins vermauert. Das Fragment des Viertelmeilensteins ist etwa 50 × 40 × 30 cm groß. Deutlich sind noch das eingemeißelte Posthorn und die Zahl 1732 zu erkennen, letztere ein Hinweis auf das Jahr der Aufstellung der Wegemarkierung. Es handelt sich um das Fragment einer sogenannten Viertelmeilensäule, die im Umkreis von Kleinmiltitz an der Straße von Leipzig nach Weißenfels stand. Seine Datierung weist es als das älteste, heute noch vorhandene bauliche Zeugnis von Kleinmiltitz überhaupt aus, woraus sich sein hoher ortshistorischer Wert ergibt. Im Jahre 1722 begann man im Kurfürstentum Sachsen mit der Aufstellung der Kursächsischen Postmeilensäulen. Kurfürst Friedrich August I. wollte hierdurch ein zeitgemäßes Verkehrs- und Transportleitsystem im Kurfürstentum aufbauen, um Handel und Wirtschaft zu fördern. Er beauftragte mit Generalvollmacht Magister Adam Friedrich Zürner (1679 – 1742) mit der Durchführung. Das System der Postmeilensäulen umfasste Distanzsäulen, Viertelmeilensteine, Halb- und Ganzmeilensäulen. Die Distanzsäulen sollten in den Städten vor den Stadttoren, später nur auf den Marktplätzen aufgestellt werden. Entlang der Poststraßen wurden Viertelmeilensteine, Halb- und Ganzmeilensäulen aufgestellt. Sie erhielten eine fortlaufende Nummerierung (Reihennummer), beginnend vom Anfang der Vermessung. Die Ganzmeilensäulen wurden außerhalb der Städte an den Poststraßen im Abstand von 1 Meile (= 9,062 km) aufgestellt. Die Distanzsäulen waren mit dem Monogramm „AR“ für „Augustus Rex“, dem kursächsisch und polnisch-litauischen Doppelwappen sowie der polnischen Königskrone gekennzeichnet. Die Ganzmeilen-, Halbmeilensäulen und Viertelmeilensteine waren alle ähnlich beschriftet, alle trugen kein Wappen, aber das Monogramm „AR“. Die Entfernungsangaben erfolgten in Wegestunden (1 Stunde= ½ Postmeile = 4,531 km). Dieses Meilensystem war das erste europäische Verkehrsleitsystem. Der hier betrachteten Säule kommt als Teil des überregional bedeutenden Postwegesystems eine hohe verkehrsgeschichtliche Bedeutung zu. LfD/2013 | 09259556 |
| Weitere Bilder                          | Pfarrhaus                                                                | Mittelstraße 11 (Karte)                         | 1898–1899 (Pfarrhaus), 1906–1908 (Anbau Konfirmandensaal)                                                                      | Pfarrhaus (ehemalige Villa) mit Pfarrgarten und Pforte am Gartenzugang; historistische Klinkerfassade, Gebäude von kulturgeschichtlicher Bedeutung, als Landhaus errichtet, ab 1907 Pfarrhaus des Ortes Miltitz, ortshistorisch und baugeschichtlich von Interesse. Richard Dähnert ließ sich das unverputzte Backsteingebäude mit ansprechender späthistoristischer Fassadengestaltung in den Jahren 1898–1899 als Landhaus errichten. Die Baugenehmigung wurde im August 1898 durch „F. Zitzmann, Nachf. A. Melzer“, einem Architekten und Baumeister aus Markranstädt beantragt. Dieser übernahm auch die Ausführung des zweigeschossigen Wohnhauses in offener Bebauung, die bereits im September des folgenden Jahres abgeschlossen war. Einige Zeit später erwarb der Inhaber der Firma Schimmel & Co, Kommerzienrat Ernst Fritzsche, das Gebäude nebst dem dazugehörigen Grundstück, um es als Pfarrhaus der neugegründeten Kirchgemeinde Miltitz zu schenken, die ab 1907 die Zuständigkeit über die beiden Ortslagen Groß- und Kleinmiltitz erlangte. Als Bauherr veranlasste er die Erweiterung des ortsbildprägenden, villenartigen Wohnhauses um einen südlichen Anbau, in dem ein Unterrichtssaal für Konfirmanden (später der Gemeindesaal) eingerichtet wurde. Entwurf und Ausführung lagen in den Händen des Baumeisters Hugo Keiser aus Leipzig, Einfluss auf die Planung nahm laut einer Aktennotiz auch der Leipziger Baurat Zeißig. Sowohl der ältere Baukörper als auch der Anbau erheben sich über einem Bruchsteinsockel und weisen eine charakteristische Fassadengestaltung mit Fenstergewänden aus Sandstein, Gurtgesimsen und Entlastungsbögen oberhalb der Fensterstürze auf. Trotz der engen Anlehnung an Stil und Duktus des bestehenden Wohnhauses weist der geschwungene Giebel mit Kreuzbekrönung den Anbau als jüngere Zutat aus. Die im Original erhaltene Eingangstür wird von einer reichen Sandsteingliederung gerahmt und ist mit einem reliefierten Tympanon versehen. 1908 konnte das „Predigerwohnhaus mit Konfirmandenunterrichtszimmer“ übergeben werden. Noch heute wird das Gebäude von der Kirchgemeinde genutzt. Das Pfarrhaus ist von kultur- und ortsgeschichtlicher Bedeutung und besitzt darüber hinaus baugeschichtliche Bedeutung. LfD/2012 | 09259557 |
| Direkt Bild zu diesem Denkmal hochladen | Mietshaus                                                                | Mittelstraße 16 (Karte)                         | um 1900 (Mietshaus) | Mietshaus in halboffener Bebauung, Teil einer Wohnanlage; Putzfassade, siehe auch Schenderleinstraße 2–4 und Geschwister-Scholl-Straße 10, ortsgeschichtliche Bedeutung. Das Mietshaus Mittelstraße 16 bildet zusammen mit Schenderleinstraße 2a, 2, 4 und Geschwister-Scholl-Straße 10 eine in sich geschlossene Wohnanlage. Um 1900 errichtete die Kaiser-Otto-AG zur Produktion von Dörrgemüse (später Nudeln) an dieser Stelle eine Fabrik, die zusammen mit der Bebauung einzelner Grundstücke in der Nähe des Bahnhofs die kleinstädtische Erweiterung von Kleinmiltitz einläutete. Nach der Schließung der Fabrikgebäude ließ der Bauunternehmer Eduard Steyer unter Ausnutzung der vorhandenen Bausubstanz ein zweigeschossiges Mietquartier anlegen. Gemäß den Plänen des Architekturbüros Händel & Franke wurden 1935/36 zunächst die Bereiche an der damaligen Quer- und Dorfstraße (heute Mittelstraße 14, 16 und Schenderleinstraße 2, 4) umgebaut, 1938/39 folgte die westliche Eckbebauung Bahnhof-/Querstraße (heute Geschwister-Scholl-Straße 10 und Schenderleinstraße 2a) mit einem Laden im Erdgeschoss. Die Zweiphasigkeit der Wohnanlage ist noch heute am Äußeren des Putzbaus mit umlaufendem Klinkersockel ablesbar, da sich die älteren Bereiche durch eine aufwendigere Gestaltung hervorheben (aufgeputzte Wandgliederung, Eingänge mit Klinkerrahmung). In ihrer Gesamtheit ist die Wohnanlage von ortsgeschichtlicher und straßenbildprägender Bedeutung. LfD/2012 | 09299381 |
| Weitere Bilder                          | Doppelwohnhaus                                                           | Rosenstraße 1; 2 (Karte)                        | 1900–1901 (Doppelwohnhaus) | Einzeldenkmal der Sachgesamtheit Werkssiedlung Schimmel & Co. (Obj. 09304474): Doppelwohnhaus in offener Bebauung; Putzfassade, Fachwerk, Beamtendoppelhaus, Bestandteil der Werkskolonie, baugeschichtlich, ortsgeschichtlich und städtebaulich von Bedeutung. Neben Doppelhäusern für Arbeiter entwarf der Architekt Max Bösenberg für die zu den Schimmelschen Werken gehörende Wohnsiedlung auch Häuser und Villen für Beamte der Firma. Bereits in der Gründungsphase der Kolonie 1900 bis 1901 entstanden hinter der Post und dem Verwaltungsgebäude vier Doppelwohnhäuser mit villenhaftem Aussehen für jeweils zwei Familien. Entsprechend der gesellschaftlichen Stellung ihrer Mieter setzten sich die Bauten gegenüber den Arbeiterwohnhäusern durch ihre Lage, ihre Zweigeschossigkeit und ihre aufwendigere, verspielte Architektur ab. Die 1907 als Beamtendoppelhaus-Typ I, später als Typ VI bezeichnete Variante mit ihrer, den Charakter eines Doppelhauses nicht verhehlenden, streng symmetrischen Gestaltung wurde zweimal realisiert (vgl. Rosenstraße 5/6). Über zwei risalitartig vorspringende Treppenhäuser erfolgt die Erschließung jeweils einer Haushälfte. Naturstein-Klinkersockel, vielfältige Fensterformen sowie Fachwerk im zweiten Obergeschoss einschließlich hölzerner Balkone prägen die Fassade. Die Walmdächer mit unterschiedlichen Firsthöhen waren früher durch Türmchen und Aufbauten stark belebt, wurden jedoch im Zuge der Sanierung leider vereinfacht. Das freistehende Gebäude Rosenstraße 1/2 mit Vorgarten und Einfriedung ist als Bestandteil der Werkssiedlung städtebaulich und ortsgeschichtlich von Bedeutung. Daneben besitzt es baugeschichtlichen und im Hinblick auf das architektonische Schaffen Bösenbergs auch künstlerischen Wert. Eine grundlegende Sanierung erfolgte Ende der 1990er Jahre. LfD/2012 | 09259536 |
| Weitere Bilder                          | Doppelwohnhaus                                                           | Rosenstraße 3; 4 (Karte)                        | 1900–1901 (Doppelwohnhaus) | Einzeldenkmal der Sachgesamtheit Werkssiedlung Schimmel & Co. (Obj. 09304474): Doppelwohnhaus in offener Bebauung; Putzfassade, Fachwerk, Beamtendoppelhaus, Bestandteil der Werkskolonie, baugeschichtlich, ortsgeschichtlich und städtebaulich von Bedeutung. Das zweigeschossige Wohnhaus für zwei Beamte der Firma Schimmel & Co mit ihren Familien wurde im Jahr 1900 vom Architekten Prof. Max Bösenberg aus Leipzig entworfen und 1901 erbaut. Es ist Bestandteil der werkseigenen Wohnsiedlung, welche im Auftrag der Miltitzer Firma ebenso nach Plänen des Architekten entstand wie ein Großteil der Fabrikanlagen auf der anderen Seite der damaligen Lindennaundorfer Straße. Entsprechend der gesellschaftlichen Stellung seiner Mieter setzt sich das Gebäude gegenüber den zeitgleich errichteten Arbeiterwohnhäusern zum einen durch seine Lage hinter dem Verwaltungsgebäude, zum anderen durch seine aufwendigere Gestaltung und seine Zweigeschossigkeit deutlich ab. Die unsymmetrische Grundrisslösung mit nur einem Eingangsbereich auf der Vorderseite lässt den Charakter eines Doppelhauses zugunsten einer vielgliedrigen Villenarchitektur zurücktreten. Erst auf den zweiten Blick erschließt sich mit dem seitlichen Eingang in die rechte Haushälfte, dass Bösenberg zwei voneinander klar abgegrenzte Wohnbereiche geschaffen hat. Die Putzfassade wird durch Backsteinsockel, farblich abgesetzte Stuckprofile über den Fenstern und Fachwerk an den Zwerchgiebeln belebt. Das mit einem Walmdach überdeckt Gebäude in offener Bebauung mit Vorgarten und Einfriedung ist im Zusammenhang mit der Werkssiedlung von städtebaulicher und ortsgeschichtlicher Bedeutung. Als sogenannter Beamtendoppelhaus-Typ II (später Typ VII) wurde es zweimal ausgeführt (vgl. Rosenstraße 7/8). Mit Blick auf das architektonische Schaffen Bösenbergs ist es von künstlerischem Wert und ein bedeutendes Zeugnis für den repräsentativen, bürgerlichen Wohnbau zu Beginn des 20. Jahrhunderts. LfD/2012 | 09259538 |
| Weitere Bilder                          | Doppelwohnhaus                                                           | Rosenstraße 5; 6 (Karte)                        | 1900–1901 (Doppelwohnhaus) | Einzeldenkmal der Sachgesamtheit Werkssiedlung Schimmel & Co. (Obj. 09304474): Doppelwohnhaus in offener Bebauung; Putzfassade, Fachwerk, Beamtendoppelhaus, Bestandteil der Werkskolonie, baugeschichtlich, ortsgeschichtlich und städtebaulich von Bedeutung. Das zweigeschossige Doppelhaus in offener Bebauung mit Vorgarten und Einfriedung wurde im Jahr 1900 vom Architekten Prof. Max Bösenberg entworfen und 1901 erbaut. Es handelt sich um ein Wohngebäude für zwei Beamte der Firma Schimmel & Co mit ihren Familien innerhalb der werkseigenen Wohnsiedlung, welche ebenso wie der Großteil der zugehörigen Fabrikanlagen nach Plänen Bösenbergs entstand. Entsprechend der gesellschaftlichen Stellung seiner Mieter setzt sich der Bau gegenüber den zeitgleich errichteten Arbeiterwohnhäusern durch die Lage hinter dem Verwaltungsgebäude, seine Zweigeschossigkeit und vor allem seine aufwendigere, villenhafte Gestaltung deutlich ab. 1907 als Beamtendoppelhaus-Typ I, später als Typ VI bezeichnet, repräsentiert er eine architektonische Variante, die den Doppelhauscharakter aufgrund ihrer streng symmetrischen Grundrisslösung und Fassadenausbildung offen zur Schau stellt und die insgesamt nur zweimal realisiert wurde (vgl. Rosenstraße 1/2). Die Erschließung der Haushälften erfolgt über zwei separate Eingänge, die in risalitartig vorspringende Treppenhäuser führen. Ein Naturstein-Klinkersockel, vielfältige Fensterformen und Fachwerk im zweiten Obergeschoss einschließlich hölzerner Balkone prägen die Fassade. Die Walmdächer mit unterschiedlichen Firsthöhen waren früher durch Türmchen und Aufbauten stark belebt, die heute leider vollständig verschwunden sind. Das Doppelhaus ist als Bestandteil der Werkssiedlung von städtebaulicher und ortsgeschichtlicher Bedeutung und besitzt darüber hinaus im Hinblick auf das architektonische Schaffen Bösenbergs künstlerischen sowie baugeschichtlichen Wert. LfD/2012 | 09259537 |
| Weitere Bilder                          | Doppelwohnhaus                                                           | Rosenstraße 7; 8 (Karte)                        | 1900–1901 (Doppelwohnhaus) | Einzeldenkmal der Sachgesamtheit Werkssiedlung Schimmel & Co. (Obj. 09304474): Doppelwohnhaus in offener Bebauung; Putzfassade, Fachwerk, Beamtendoppelhaus, Bestandteil der Werkskolonie, baugeschichtlich, ortsgeschichtlich und städtebaulich von Bedeutung. Neben Doppelhäusern für Arbeiter entwarf der Architekt Max Bösenberg für die zu den Schimmelschen Werken gehörende Wohnsiedlung auch Häuser und Villen für Beamte der Firma. Bereits in der Gründungsphase der Kolonie 1900 bis 1901 entstanden hinter der Post und dem Verwaltungsgebäude vier Doppelwohnhäuser mit villenhaftem Aussehen für jeweils zwei Familien. Entsprechend der gesellschaftlichen Stellung ihrer Mieter setzten sich die Bauten gegenüber den Arbeiterwohnhäusern durch ihre Lage, ihre Zweigeschossigkeit und ihre aufwendigere, verspielte Architektur ab. Die 1907 als Beamtendoppelhaus-Typ II, später als Typ VII bezeichnete Variante mit ihrer, den Charakter eines Doppelhauses verschleiernden, unsymmetrischen Gestaltung wurde zweimal realisiert (vgl. Rosenstraße 3/4). Straßenseitig ist der Eingang in die linke, seitlich der Zugang zur rechten Haushälfte angeordnet. Die Putzfassade wird durch Backsteinsockel, farblich abgesetzte Stuckprofile über den Fenstern und Fachwerk an den Zwerchgiebeln belebt. Die Dachlandschaft mit ihren ursprünglich schiefergedeckten Walmdächern und verschiedenen Aufbauten heute nachteilig verändert. Dennoch ist das Gebäude in offener Bebauung mit Vorgarten und Einfriedung als Bestandteil der Werkssiedlung von städtebaulicher und ortsgeschichtlicher Bedeutung und besitzt darüber hinaus im Hinblick auf das architektonische Schaffen Bösenbergs künstlerischen sowie baugeschichtlichen Wert. LfD/2012 | 09259539 |
| Weitere Bilder                          | Villa                                                                    | Rosenstraße 9 (Karte)                           | 1900–1901 (Villa) | Einzeldenkmal der Sachgesamtheit Werkssiedlung Schimmel & Co. (Obj. 09304474): Villa; Putzfassade, Fachwerk, Beamtenvilla, Bestandteil der Werkskolonie, baugeschichtlich, ortsgeschichtlich und städtebaulich von Bedeutung. Die zweigeschossige Villa mit Vorgarten und Garten besitzt über einem Naturstein-Klinkersockel eine ansprechend gegliederte Putzfassade mit Fachwerk im Obergeschoss. Einige Fenster des Erdgeschosses sind mit Ziegeleinfassungen gerahmt. Das entsprechend dem unregelmäßigen Baukörper mehrfach gegliederte Walmdach wird durch Gaupen in verschiedenen Ausprägungen und eine turmartige Haube über der Südostecke des Hauses belebt. Der Entwurf lag in den Händen des Leipziger Architekten Prof. Max Bösenberg, der im Auftrag der Firma Schimmel & Co. 1900 bis 1901 die Werkssiedlung für Arbeiter und Beamte der Firma plante und errichtete. In der Rosenstraße 9 wohnte der angesehene und verdiente Chemiker Dr. Heinrich Walbaum mit seiner Familie. Die Villa gehört der Entstehungszeit der Siedlung an und ist als ihr Bestandteil sowohl von ortsgeschichtlicher und städtebaulicher Bedeutung als auch von besonderem Zeugniswert für das architektonische Schaffen Bösenbergs. Eine grundlegende Sanierung erfolgte Ende der 1990er Jahre. LfD/2012 | 09259547 |
| Weitere Bilder                          | Villa                                                                    | Rosenstraße 10 (Karte)                          | 1900–1901 (Villa) | Einzeldenkmal der Sachgesamtheit Werkssiedlung Schimmel & Co. (Obj. 09304474): Villa; Putzfassade, Fachwerk, Beamtenvilla, Bestandteil der Werkskolonie, baugeschichtlich, ortsgeschichtlich und städtebaulich von Bedeutung. Mit dem Entwurf für die Bebauung der Rosenstraße 10 legte der Architekt Prof. Max Bösenberg ein weiteres Beispiel für sein variantenreiches Schaffen im Bereich der Villenarchitektur vor. Im Einklang mit der umliegenden, ebenfalls von ihm projektierten Bebauung lehnt sich auch dieses Gebäude in späthistoristische Manier formal an den Heimatstil an und wird geprägt durch eine Putzfassade über Klinkersockel mit Fachwerk im Obergeschoss. Das entsprechend dem unregelmäßigen Baukörper mehrfach gegliederte, ursprünglich schiefergedeckte Walmdach ist durch den Rückbau der turmartigen Schornsteine und einer Welschen Haube in seinem Charakter nachteilig verändert, vereinfacht wurde auch der ehemals geschwungene straßenseitige Giebel. Die Villa diente einschließlich des sie umgebenden Gartens als Wohnstätte für den Wissenschaftler Dr. Eduard Gildemeister, der eine führende Position als Beamter der Firma Schimmel & Co. innehatte und von 1917 bis 1926 Leiter der Gesamtfabrik war. Trotz seiner nicht mehr unverändert original überkommenen Gestalt ist das Gebäude als Bestandteil der Werkskolonie von städtebaulicher und ortshistorischer Bedeutung. Auf dem ursprünglich der Villa zugehörigen Gartengrundstück befinden sich heute Einfamilienhäuser. LfD/2012 | 09259548 |
| Weitere Bilder                          | Doppelwohnhaushälfte                                                     | Rosenstraße 11 (Karte)                          | 1903–1904 (Doppelhaushälfte)                                                                                                   | Einzeldenkmal der Sachgesamtheit Werkssiedlung Schimmel & Co. (Obj. 09304474): Hälfte eines Doppelwohnhauses (mit Georg-Reichardt-Str. 6) in offener Bebauung; Putzfassade, Fachwerk, Beamtendoppelwohnhaus, Bestandteil der Werkskolonie, baugeschichtlich, ortsgeschichtlich und städtebaulich von Bedeutung. In unmittelbarer Nähe zu den Fabrikanlagen der Firma Schimmel & Co entstand zu Beginn des 20. Jahrhunderts eine Werkssiedlung mit Doppelhäusern sowohl für Arbeiter als auch für Beamte. Für die Ecklage Rosenstraße mit der ehemaligen Gartenstraße entwarf der Architekt Prof. Max Bösenberg aus Leipzig einen unsymmetrischen Baukörper mit zwei separaten Eingangs- und Treppenhausbereichen. Der Bauantrag für das sogenannte Beamtendoppelhaus vom Typ IV wurde im September 1903 durch die Firma Schimmel & Co gestellt und bereits vier Wochen später bewilligt. Ebenfalls noch 1903 wurde eine Tektur zur Gestaltung des gartenseitigen Ostgiebels eingereicht und dieser 1904 beim Bau des Doppelhauses in vereinfachter Form ausgeführt. Die Putzfassade des zweigeschossigen Gebäudes in offener Bebauung wird im Erdgeschoss durch Rahmungen aus Klinkern und im Dachgeschoss durch Sichtfachwerk belebt. Typisch sind die mehrfach risalitartig vorspringenden Wandflächen. Durch den Ausbau des Dachgeschosses 1972 wurde das Walmdach des Gebäudes, das ursprünglich durch unterschiedliche Firsthöhen, Giebel und Zwerchhäuser abwechslungsreich gegliedert war, nachteilig verändert. Dennoch ist das Beamtenwohnhaus, das nur einmal in dieser Form ausgeführt wurde, als Bestandteil der Werkssiedlung von baugeschichtlicher, städtebaulicher und ortsgeschichtlicher Bedeutung. LfD/2012 | 09259554 |
| Weitere Bilder                          | Doppelwohnhaus                                                           | Rosenstraße 12; 13 (Karte)                      | 1900–1901 (Doppelwohnhaus) | Einzeldenkmal der Sachgesamtheit Werkssiedlung Schimmel & Co. (Obj. 09304474): Doppelwohnhaus in offener Bebauung; Putzfassade, Fachwerk, Arbeiterdoppelhaus, Bestandteil der Werkskolonie, baugeschichtlich, ortsgeschichtlich und städtebaulich von Bedeutung. Das Doppelhaus repräsentiert mit 160 m² überbauter Grundfläche die größte Variante eines Arbeiterwohnhauses, die der Leipziger Architekt Prof. Max Bösenberg im Jahr 1900 für die Werkssiedlung der Firma Schimmel & Co. entwarf. Das eingeschossige Gebäude in offener Bebauung mit Vorgarten vom sogenannten Typ C (später Typ I) eines Oberarbeiterdoppelhauses wurde nur zweimal realisiert (vgl. Rosenstraße 18/19). Es ist als Bestandteil der Wohnkolonie baugeschichtlich, städtebaulich und ortsgeschichtlich von Bedeutung. Charakteristisch ist neben dem Walmdach mit Schleppgaupen und Zwerchgiebeln insbesondere die Putzfassade mit Fachwerk im Dachgeschoss. Die symmetrische Grundrissgestaltung mit zwei separaten gartenseitigen Eingängen zeigt sich in der Anordnung und der Anzahl der Räume etwas großzügiger als die beiden kleineren Varianten der Arbeiterhäuser, die zahlenmäßig deutlich häufiger vertreten sind. Die Werkskolonie entstand Anfang des 20. Jahrhunderts in unmittelbarer Nähe zu den ebenfalls von Bösenberg projektierten Fabrikanlagen der Firma. LfD/2012 | 09259549 |
| Weitere Bilder                          | Doppelwohnhaus                                                           | Rosenstraße 14; 15 (Karte)                      | 1900–1901 (Doppelwohnhaus) | Einzeldenkmal der Sachgesamtheit Werkssiedlung Schimmel & Co. (Obj. 09304474): Doppelwohnhaus in offener Bebauung; Putzfassade, Fachwerk, Arbeiterdoppelhaus, Bestandteil der Werkskolonie, baugeschichtlich, ortsgeschichtlich und städtebaulich von Bedeutung. Das eingeschossige Gebäude in offener Bebauung mit Vorgarten wurde als Wohnhaus für Beschäftigte der Schimmelschen Werke in unmittelbarer Nähe zu den Fabrikanlagen errichtet. Es besitzt Satteldach, Zwerchgiebel und Gaupen sowie eine ansprechend gestaltete Putzfassade mit Klinkergliederung und Fachwerk im ausgebauten Dachgeschoss. Als Doppelhaus konzipiert, bietet es mit seinem symmetrisch gestalteten Grundriss und zwei separaten, rückwärtig gelegenen Eingangsbereichen Platz für zwei Familien. Das Bauwerk ist Bestandteil der Arbeiter- und Beamtensiedlung, die im Auftrag der Firma Schimmel & Co. in den Jahren 1900 bis 1901 nach den Entwürfen des Leipziger Architekten Prof. Max Bösenberg errichtet wurde. Er entwickelte drei verschiedene Typen von Doppelhäusern für Arbeiter, wobei das Gebäude Rosenstraße 14/15 als sogenannter Typ A (später Typ II) eine kleine Variante mit 121 m² Grundfläche repräsentiert. Zusammen mit drei weiteren Häusern dieses Typs umgibt es in regelmäßiger Verteilung die Längsseiten einer begrünten Verkehrsinsel in der Rosenstraße. Als Bestandteil der Werkskolonie ist es von baugeschichtlicher, städtebaulicher und ortsgeschichtlicher Bedeutung. LfD/2012 | 09259540 |
| Weitere Bilder                          | Doppelwohnhaus                                                           | Rosenstraße 16; 17 (Karte)                      | 1900–1901 (Doppelwohnhaus) | Einzeldenkmal der Sachgesamtheit Werkssiedlung Schimmel & Co. (Obj. 09304474): Doppelwohnhaus in offener Bebauung; Putzfassade, Fachwerk, Arbeiterdoppelhaus, Bestandteil der Werkskolonie, baugeschichtlich, ortsgeschichtlich und städtebaulich von Bedeutung. Das eingeschossige Wohnhaus in offener Bebauung mit Vorgarten wurde für Beschäftigte der Schimmelschen Werke errichtet. In unmittelbarer Nähe zu den Fabrikanlagen entstand im Auftrag der Firma Schimmel & Co. in den Jahren 1900 bis 1901 eine Arbeiter- und Beamtensiedlung nach den Entwürfen des Leipziger Architekten Prof. Max Bösenberg. Bei der Hausnummer 16/17 handelt es sich um ein Arbeiterdoppelhaus vom Typ A (später Typ II), einer kleinen Variante der insgesamt drei verschiedenen Typen von Häusern, die Bösenberg für Arbeiter beziehungsweise deren Familien projektierte und die insgesamt siebenmal zur Ausführung kam. Auf einer Grundfläche von 121 m² konzipierte er einen völlig symmetrischen Baukörper mit zwei separaten, rückwärtig gelegenen Eingangsbereichen, Satteldach, Zwerchgiebel und Gaupen sowie einer ansprechend gestalteten Putzfassade, die sich durch eine rahmende Klinkergliederung und Fachwerk im ausgebauten Dachgeschoss auszeichnet. Das Gebäude ist als Bestandteil der Werkskolonie von baugeschichtlicher, städtebaulicher und ortsgeschichtlicher Bedeutung. LfD/2012 | 09259541 |
| Weitere Bilder                          | Doppelwohnhaus                                                           | Rosenstraße 18; 19 (Karte)                      | 1901 (Doppelwohnhaus) | Einzeldenkmal der Sachgesamtheit Werkssiedlung Schimmel & Co. (Obj. 09304474): Doppelwohnhaus in offener Bebauung; Putzfassade, Fachwerk, Arbeiterdoppelhaus, Bestandteil der Werkskolonie, baugeschichtlich, ortsgeschichtlich und städtebaulich von Bedeutung. Das eingeschossige Gebäude in offener Bebauung mit Vorgarten wurde als Wohnhaus für Beschäftigte der Schimmelschen Werke in unmittelbarer Nähe zu den Fabrikanlagen errichtet. Es besitzt Walmdach mit Schleppgaupen sowie eine ansprechend gestaltete Putzfassade mit Fachwerk im Dachgeschoss. Als Doppelhaus konzipiert, bietet es mit seinem symmetrisch gestalteten Grundriss und zwei separaten, rückwärtig gelegenen Eingangsbereichen Platz für zwei Familien. Das Bauwerk ist Bestandteil der Arbeiter- und Beamtensiedlung, die im Auftrag der Firma Schimmel & Co. in den Jahren 1900 bis 1901 nach den Entwürfen des Leipziger Architekten Prof. Max Bösenberg errichtet wurde. Er entwickelte drei verschiedene Typen von Doppelhäusern für Arbeiter, wobei das Gebäude Rosenstraße 18/19 als sogenanntes Oberarbeiterdoppelhaus Typ C (später Typ I) die große Variante mit 160 m² Grundfläche repräsentiert. Insgesamt wurde dieser Typ – im Unterschied zu den zahlenmäßig häufiger vertretenen kleineren Arbeiterwohnhäusern – nur zweimal realisiert (vgl. Rosenstraße 12/13). Als Bestandteil der Werkskolonie ist es von baugeschichtlicher, städtebaulicher und ortsgeschichtlicher Bedeutung. LfD/2012 | 09259550 |
| Weitere Bilder                          | Doppelwohnhaushälfte                                                     | Rosenstraße 20 (Karte)                          | 1900–1901 (Doppelhaushälfte)                                                                                                   | Einzeldenkmal der Sachgesamtheit Werkssiedlung Schimmel & Co. (Obj. 09304474): Hälfte eines Doppelwohnhauses (mit Friedrich-Ludwig-Jahn-Str. 4) in offener Bebauung; Putzfassade, Arbeiterdoppelhaus, Bestandteil der Werkskolonie, baugeschichtlich, ortsgeschichtlich und städtebaulich von Bedeutung. Das eingeschossige Doppelwohnhaus in offener Bebauung mit Vorgarten und Garten wurde für Beschäftigte der Schimmelschen Werke und ihre Familien errichtet. In unmittelbarer Nähe zu den Fabrikanlagen entstand im Auftrag der Firma Schimmel & Co in den Jahren 1900 bis 1901 eine Arbeiter- und Beamtensiedlung nach den Entwürfen des Leipziger Architekten Prof. Max Bösenberg. Er entwickelte drei verschiedene Typen von Doppelhäusern für Arbeiter, wobei der Bau in Ecklage Friedrich-Ludwig-Jahn-Straße/Rosenstraße Variante B repräsentiert, die insgesamt fünfmal zur Ausführung kam. Sie vereint gestalterische Merkmale der beiden 1907 in einer Firmenschrift von Schimmel & Co als Typen A und C bezeichneten Hausentwürfe. Das Gebäude besitzt einen völlig symmetrischen Baukörper mit zwei separaten, rückwärtig gelegenen Eingangsbereichen, Walmdach, Zwerchgiebel und Schleppgaupen sowie eine ansprechend gestaltete Putzfassade, die sich durch eine rahmende Klinkergliederung und Fachwerk im ausgebauten Dachgeschoss auszeichnet. Das Gebäude aus der Gründungszeit der Werkskolonie ist von baugeschichtlicher, städtebaulicher und ortsgeschichtlicher Bedeutung. LfD/2012 | 09300847 |
| Weitere Bilder                          | Doppelwohnhaus                                                           | Rosenstraße 21; 22 (Karte)                      | 1901 (Doppelwohnhaus) | Einzeldenkmal der Sachgesamtheit Werkssiedlung Schimmel & Co. (Obj. 09304474): Doppelwohnhaus in offener Bebauung; Putzfassade, Fachwerk, Arbeiterdoppelhaus, Bestandteil der Werkskolonie, baugeschichtlich, ortsgeschichtlich und städtebaulich von Bedeutung. Als Arbeiterwohnhaus in offener Bebauung mit Vorgarten und Garten für Beschäftigte der Schimmelschen Werke wurde das Gebäude in unmittelbarer Nähe zu den Miltitzer Fabrikanlagen errichtet. Es besitzt ein Satteldach, Zwerchgiebel und Gaupen sowie eine ansprechend gestaltete Putzfassade mit rahmender Klinkergliederung und Fachwerk im ausgebauten Dachgeschoss. Als Doppelhaus konzipiert, bietet es mit seinem symmetrisch gestalteten Grundriss und zwei separaten, rückwärtig gelegenen Eingangsbereichen Platz für zwei Familien. Der eingeschossige Bau repräsentiert den von dem Leipziger Architekten Prof. Max Bösenberg entwickelten Typ A (später Typ II) eines Arbeiterdoppelhauses und ist Bestandteil der Arbeiter- und Beamtensiedlung, die im Auftrag der Firma Schimmel & Co. nach seinen Entwürfen in den Jahren 1900 bis 1901 errichtet und später mehrfach erweitert wurde. Vier Bauten dieser Art liegen sich an einer begrünten Verkehrsinsel in der Rosenstraße gegenüber, sieben von ihnen wurden insgesamt errichtet. Die Rosenstraße 21/22 stammt aus der Gründungszeit der Werkskolonie und ist von baugeschichtlicher, städtebaulicher und ortsgeschichtlicher Bedeutung. LfD/2012 | 09259542 |
| Weitere Bilder                          | Doppelwohnhaus                                                           | Rosenstraße 23; 24 (Karte)                      | 1900–1901 (Doppelwohnhaus) | Einzeldenkmal der Sachgesamtheit Werkssiedlung Schimmel & Co. (Obj. 09304474): Doppelwohnhaus in offener Bebauung; Putzfassade, Fachwerk, Arbeiterdoppelhaus, Bestandteil der Werkskolonie, baugeschichtlich, ortsgeschichtlich und städtebaulich von Bedeutung. Das eingeschossige Gebäude in offener Bebauung mit Vorgarten und Garten wurde als Wohnhaus für Beschäftigte der Schimmelschen Werke in unmittelbarer Nähe zu den Fabrikanlagen errichtet. Es besitzt Satteldach, Zwerchgiebel und Gaupen sowie eine ansprechend gestaltete Putzfassade mit Klinkergliederung und Fachwerk im ausgebauten Dachgeschoss. Als Doppelhaus konzipiert, bietet es mit seinem symmetrisch gestalteten Grundriss und zwei separaten, rückwärtig gelegenen Eingangsbereichen Platz für zwei Familien. Das Bauwerk ist Bestandteil der Arbeiter- und Beamtensiedlung, die im Auftrag der Firma Schimmel & Co. in den Jahren 1900 bis 1901 nach den Entwürfen des Leipziger Architekten Prof. Max Bösenberg errichtet wurde. Er entwickelte drei verschiedene Typen von Doppelhäusern für Arbeiter, wobei das Gebäude Rosenstraße 23/24 als sogenannter Typ A (später Typ II) eine kleine Variante mit 121 m² Grundfläche repräsentiert. Zusammen mit drei weiteren Häusern dieses Typs umgibt es in regelmäßiger Verteilung die Längsseiten einer begrünten Verkehrsinsel in der Rosenstraße. Als Bestandteil der Werkskolonie ist es von baugeschichtlicher, städtebaulicher und ortsgeschichtlicher Bedeutung. LfD/2012 | 09259543 |
| Direkt Bild zu diesem Denkmal hochladen | Mietshauszeile                                                           | Schenderleinstraße 2; 2a; 4 (Karte)             | um 1900 (Mietshaus), 1938–1939 (Mietshaus Nummer 2a)                                                                           | Mietshauszeile in geschlossener Bebauung, Teil einer Wohnanlage; Putzfassade, siehe auch Geschwister-Scholl-Straße 10 und Mittelstraße 16, ortsgeschichtliche Bedeutung. Die Mietshäuser Schenderleinstraße 2a, 2 und 4 bilden zusammen mit Geschwister-Schollstraße 10 und Mittelstraße 16 eine in sich geschlossene Wohnanlage. Um 1900 errichtete die Kaiser-Otto-AG zur Produktion von Dörrgemüse (später Nudeln) an dieser Stelle eine Fabrik, die zusammen mit der Bebauung einzelner Grundstücke in der Nähe des Bahnhofs die kleinstädtische Erweiterung von Kleinmiltitz einläutete. Nach der Schließung der Fabrikgebäude ließ der Bauunternehmer Eduard Steyer unter Ausnutzung der vorhandenen Bausubstanz ein zweigeschossiges Mietquartier anlegen. Gemäß den Plänen des Architekturbüros Händel & Franke wurden 1935/36 zunächst die Bereiche an der damaligen Quer- und Dorfstraße (heute Mittelstraße 14, 16 und Schenderleinstraße 2, 4) umgebaut, 1938/39 folgte die westliche Eckbebauung Bahnhof-/Querstraße (heute Geschwister-Scholl-Straße 10 und Schenderleinstraße 2a) mit einem Laden im Erdgeschoss. Die Zweiphasigkeit der Wohnanlage ist noch heute am Äußeren des Putzbaus mit umlaufendem Klinkersockel ablesbar, da sich die älteren Bereiche durch eine aufwendigere Gestaltung hervorheben (aufgeputzte Wandgliederung, Eingänge mit Klinkerrahmung). In ihrer Gesamtheit ist die Wohnanlage von ortsgeschichtlicher und straßenbildprägender Bedeutung. LfD/2012 | 09299379 |
| Weitere Bilder                          | Zschampertbrücke                                                         | Seestraße (Karte)                               | 1793 (Straßenbrücke) | Straßenbrücke über den Zschampert; Dreibogenbrücke aus Natursteinquadern, älteste Brücke in Leipzig, Seltenheitswert, Dokumentations- und Geschichtswert, Technisches Denkmal der Verkehrsgeschichte. | 09259555 |
| Direkt Bild zu diesem Denkmal hochladen | Mietshaus                                                                | Triftstraße 2 (Karte)                           | 1912–1913 (Mietshaus) | Mietshaus in offener Bebauung mit Waschhaus im Hof und Einfriedung; Putzfassade, Erweiterungsbau zur bestehenden Werkskolonie der Fa. Schimmel & Co, Arbeiterwohnhaus Typ IV, ortsgeschichtlicher und industriegeschichtlicher Wert. Die fortschreitende Vergrößerung der am Beginn des 20. Jahrhunderts florierenden Firma Schimmel & Co. veranlasste die Inhaber neben den Fabrikanlagen auch die Wohnmöglichkeiten für Mitarbeiter zu erweitern. In einheitlicher Planung und gleicher architektonischer Gestaltung entstanden südlich der durch Miltitz verlaufenden Bahnlinie „drei Arbeiter-Wohnhäuser“ in offener Bebauung, die sich durch helle Putzfassaden mit roter Klinkerzier und Mansardwalmdächer auszeichnen. Die Entwürfe wurden 1912 durch den Architekten Reinhard Lange vorgelegt und bis März 1913 einschließlich der Errichtung von Waschhäusern im Hofbereich durch den Markranstädter Baumeister P. Heerde verwirklicht. Das Eckhaus Nummer 2 beherbergte im Erd- und Obergeschoss je drei Wohnungen und zwei weitere im Dachgeschoss. Die Gebäudeecke hat der Architekt als Risalit ausgebildet und durch einen Mansardgiebel besonders betont. Das markante und ortsbildprägende Wohnensemble im östlichen Teil der Triftstraße ist ein typisches Beispiel für den Mietshausbau der damaligen Zeit im vorstädtischen Kontext. Es ist ein wichtiges Zeugnis für das architektonische Schaffen Langes und besitzt baugeschichtliche sowie sozialgeschichtliche Bedeutung. LfD/2012 | 09259561 |
| Direkt Bild zu diesem Denkmal hochladen | Doppelmietshaus in offener Bebauung mit Einfriedung und Waschhaus im Hof | Triftstraße 4; 6 (Karte)                        | 1912–1913 (Doppelmietshaus) | Putzfassade, Erweiterungsbau zur bestehenden Werkskolonie der Fa. Schimmel & Co, Arbeiterwohnhaus Typ IV, ortsgeschichtlicher und industriegeschichtlicher Wert In einheitlicher Planung und gleicher architektonischer Gestaltung entstanden südlich der durch Miltitz verlaufenden Bahnlinie „drei Arbeiter-Wohnhäuser“ für Mitarbeiter der Firma Schimmel & Co., deren florierende Produktion ätherischer Öle und Essenzen zu Beginn des 20. Jahrhunderts sukzessive die Erweiterung der Fabrikanlagen und die Vergrößerung der Wohnsiedlung notwendig machte. Die Entwürfe wurden 1912 durch den Architekten Reinhard Lange vorgelegt und bis Februar 1913 einschließlich der Errichtung von Waschhäusern im Hofbereich durch den Markranstädter Baumeister P. Heerde verwirklicht. Das Doppelhaus Triftstraße 4, 6 zeichnet sich ebenso wie die beiden benachbarten Eckgebäude insbesondere durch seine helle Putzfassade mit roter Klinkerzier und Mansardwalmdach aus. Das symmetrisch konzipierte Gebäude besitzt als optische Rahmung zwei Seitenrisalite, die in den Mansardbereich des Daches hineinragen. Über zwei rückwärtig gelegene Hauseingänge gelangt man zu jeweils zwei spiegelbildlich angeordneten Dreiraumwohnungen im Erd- und Obergeschoss sowie jeweils einer weiteren Wohnung im ausgebauten Dachgeschoss. Das Gebäude ist als Teil des markanten und ortsbildprägenden Wohnensembles im östlichen Teil der Triftstraße ein bemerkenswertes Beispiel für den Mietshausbau der damaligen Zeit. Als wichtiges Zeugnis für das architektonische Schaffen Langes besitzt es außerdem baugeschichtliche Bedeutung. LfD/2012 | 09259562 |
| Weitere Bilder                          | Mietshaus                                                                | Triftstraße 8 (Karte)                           | 1912–1913 (Mietshaus) | Mietshaus in offener Bebauung in Ecklage, mit Toreinfahrt und Waschhaus im Hof; Putzfassade, Erweiterungsbau zur bestehenden Werkskolonie der Fa. Schimmel & Co, Arbeiterwohnhaus Typ IV, ortsgeschichtlicher und industriegeschichtlicher Wert. In einheitlicher Planung und gleicher architektonischer Gestaltung entstanden südlich der durch Miltitz verlaufenden Bahnlinie „drei Arbeiter-Wohnhäuser“ in offener Bebauung, die sich durch helle Putzfassaden mit roter Klinkerzier und Mansardwalmdächer auszeichnen. Als Bauherr ist die Firma Schimmel & Co. aktenkundig, die sich aufgrund ihres zu Beginn des 20. Jahrhunderts weiterhin florierenden Unternehmens genötigt sah, nicht nur ihre Fabrikanlagen, sondern auch die Wohnmöglichkeiten für ihre Mitarbeiter auszudehnen. Die Entwürfe zu dem markanten und ortsbildprägenden Gebäudeensemble wurden 1912 durch den Architekten Reinhard Lange vorgelegt, die Ausführung übernahm der Markranstädter Baumeister P. Heerde. Bereits im Februar 1913 waren die Bauarbeiten beendet. Das Eckhaus Nummer 8 beherbergte über einem winklig angelegten Grundriss im Erd- und Obergeschoss je drei Wohnungen und eine weitere im Dachgeschoss. Die zur damaligen Lindennaundorfer Straße ausgerichtete Gebäudeecke ist als Risalit ausgebildet und durch einen Mansardgiebel besonders betont. Als repräsentatives Beispiel für die Mietshausarchitektur der damaligen Zeit ist das Gebäude von baugeschichtlicher und sozialgeschichtlicher Bedeutung. LfD/2012 | 09259563 |

## Ehemalige Kulturdenkmale
| Bild                                    | Bezeichnung                | Lage                   | Datierung            | Beschreibung | ID       |
| --------------------------------------- | -------------------------- | ---------------------- | -------------------- | --- | -------- |
| Direkt Bild zu diesem Denkmal hochladen | Wohnhaus eines Bauernhofes | Mittelstraße 3 (Karte) | um 1830 (Bauernhaus) | Wohnhaus, nicht mehr als Kulturdenkmal verzeichnet (wahrscheinlich durch Um-/Neubau), zuletzt waren noch das Nebengebäude des ehemaligen Dreiseithofs als Kulturdenkmal eingetragen: - Nebengebäude eines Bauernhofs; Putzfassade, Satteldach, Bestandteil der Ortskernbebauung des ausgehenden 19. Jahrhunderts (nicht mehr vorhanden, wahrscheinlich abgerissen) ehemaliger Denkmaltext: (LfD/2012) Wohnhaus eines Bauernhofes; eingeschossiger Putzbau mit Satteldach, Bestandteil der Ortskernbebauung in der 1. Hälfte des 19. Jahrhunderts, wissenschaftlich-dokumentarischer Wert, sozialgeschichtlich und ortsentwicklungsgeschichtlich von Bedeutung Das kleine, eingeschossige Wohnhaus mit Putzfassade und Satteldach ist Bestandteil eines kleinen Dreiseithofes und um 1830 entstanden. Traufständig und ohne Fenster auf der Straßenseite hat es sich der Backsteinbau mit Ziegeldach als eines der letzten Zeugnisse der alten Ortskernbebauung von Kleinmiltitz in unverfälschter Weise erhalten. Seine ungewöhnliche Lage, die in den Verlauf der Mittelstraße hineinragt, verleiht ihm städtebauliche Prägnanz. Das Wohnhaus ist ein anschauliches Beispiel für die bäuerliche Lebensweise der Bevölkerung im Leipziger Umland. Es steht exemplarisch für den dörflichen Charakter von Kleinmiltitz, den der Ort mit der Industrialisierung und der Ansiedlung der Fa. Schimmel & Co zu Beginn des 20. Jahrhunderts weitgehend verloren hat. Damit ist das Gebäude von ortsentwicklungsgeschichtlicher Bedeutung. | 09259572 |